# Bañados du río Atuel
Les bañados ou marécages du río Atuel sont une vaste zone humide d'Argentine située le long du cours inférieur du río Atuel, en province de Mendoza et surtout sur le territoire de la province de La Pampa, dans les départements de Chical Co et de Chalileo.
Ils couvraient originellement une superficie de 9 000 km2 soit 900 000 hectares. Mais l'utilisation des eaux de l'Atuel en amont, en province de Mendoza, surtout dans les oasis de San Rafael et de General Alvear, ayant largement appauvri le débit de la rivière, a fait diminuer considérablement cette surface et on a même craint leur disparition. En 2010 cette superficie ne serait plus que de quelque 250 000 ha.
Ces bañados sont de première importance pour la vie de plus de 200 espèces animales : poissons, amphibiens, reptiles, oiseaux et mammifères.
Le río Desaguadero, dans son cours inférieur, traverse lui aussi ces bañados qu'il contribue à alimenter, y perdant une partie de son débit (l'évaporation annuelle dans la région est de l'ordre de 1 200 millimètres).
Coordonnées : 36° 12′ S, 66° 56′ O

## Les mammifères
Dans l'aire des Bañados du río Atuel, en province de La Pampa, on a relevé 27 espèces de mammifères.
Parmi ceux-ci : l'opossum Thylamys pusillus, le grand tatou velu (Chaetophractus villosus), le tatou velu de Patagonie (Zaedyus pichiy), le chlamydophore tronqué (Chlamyphorus truncatus), la chauve-souris molosse du Brésil (Tadarida brasiliensis).

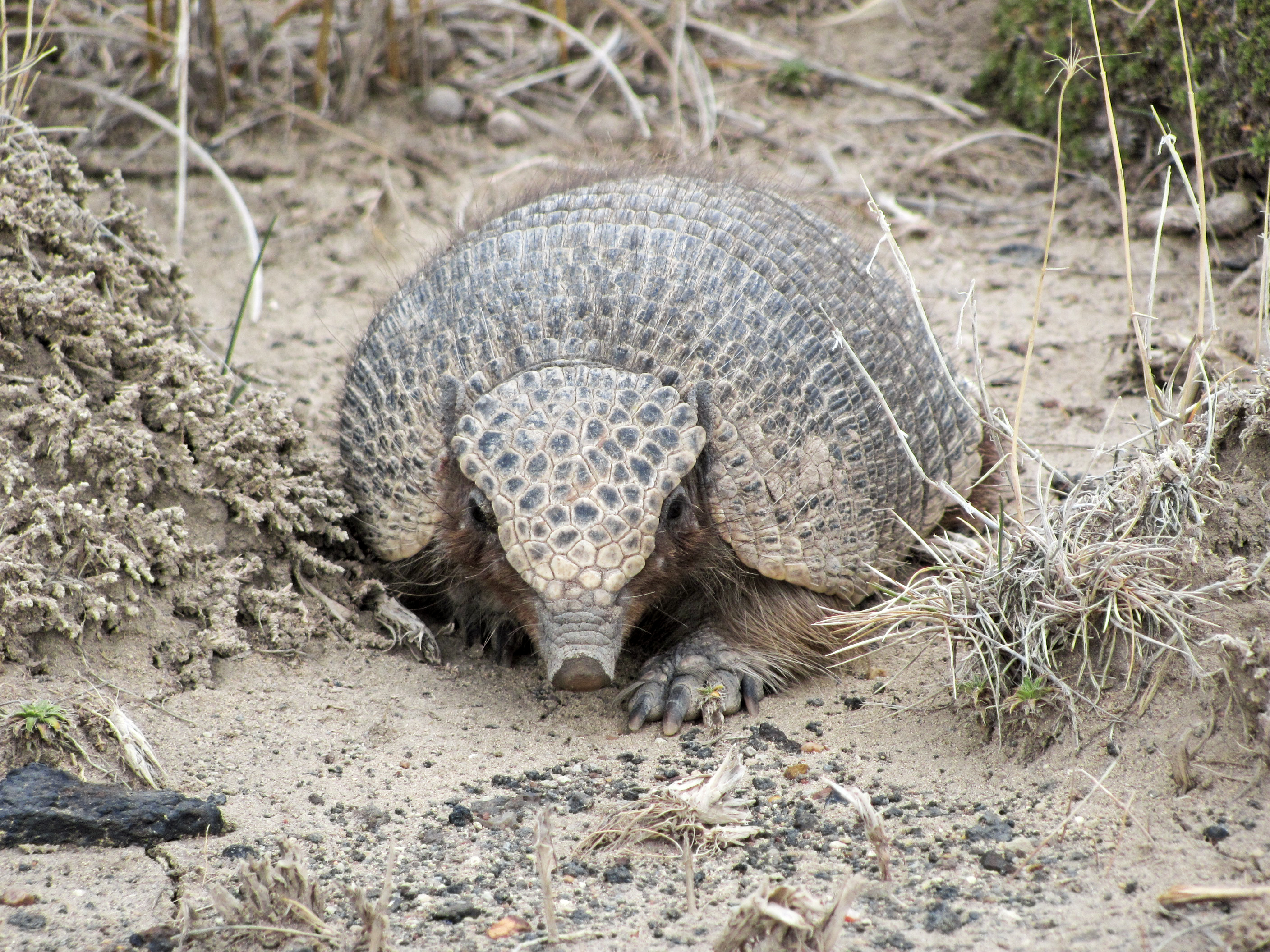
Tatou velu de Patagonie (Zaedyus pichiy)
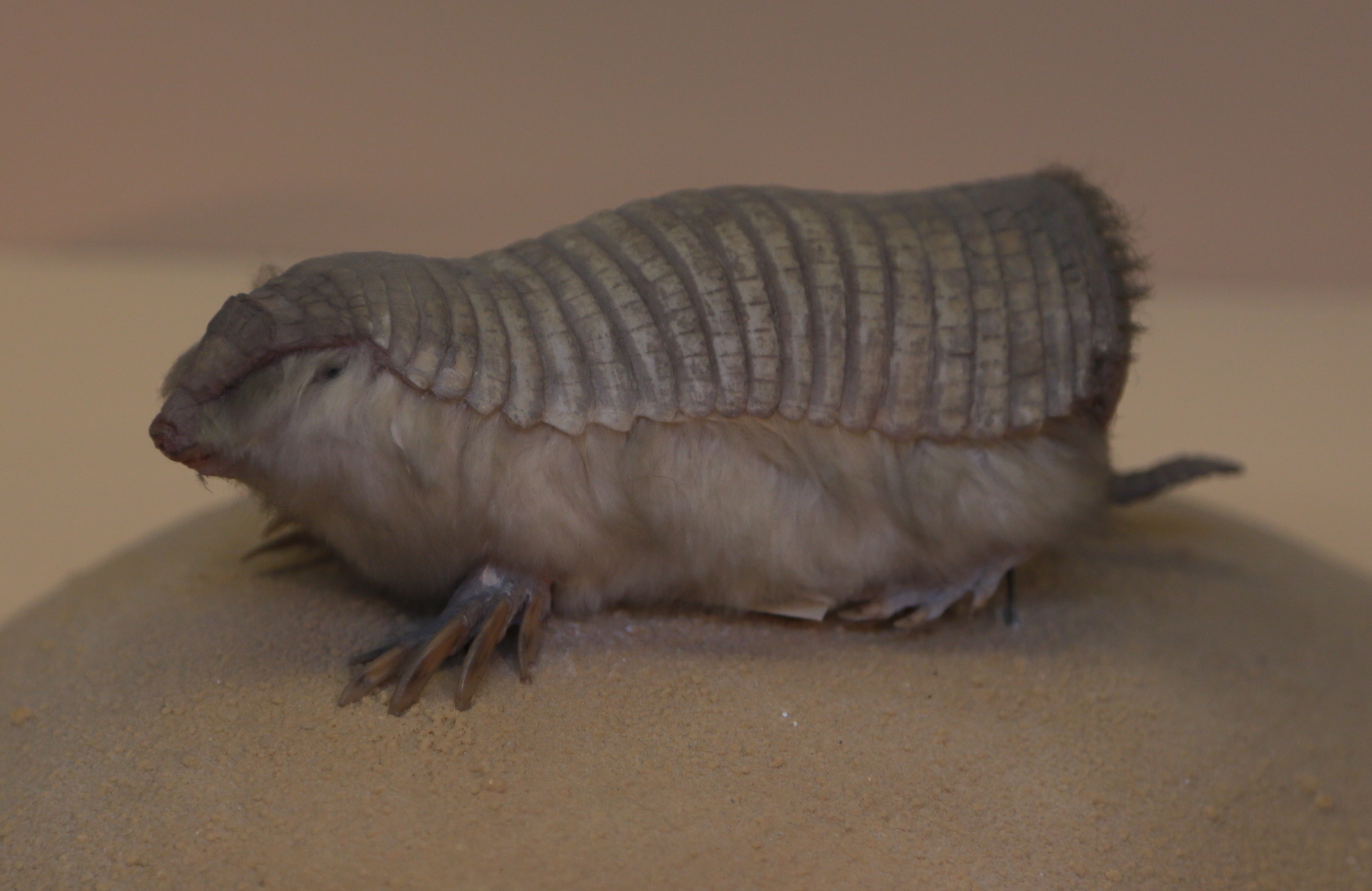
Chlamydophore tronqué ou Chlamyphorus truncatus est un tatou nain.
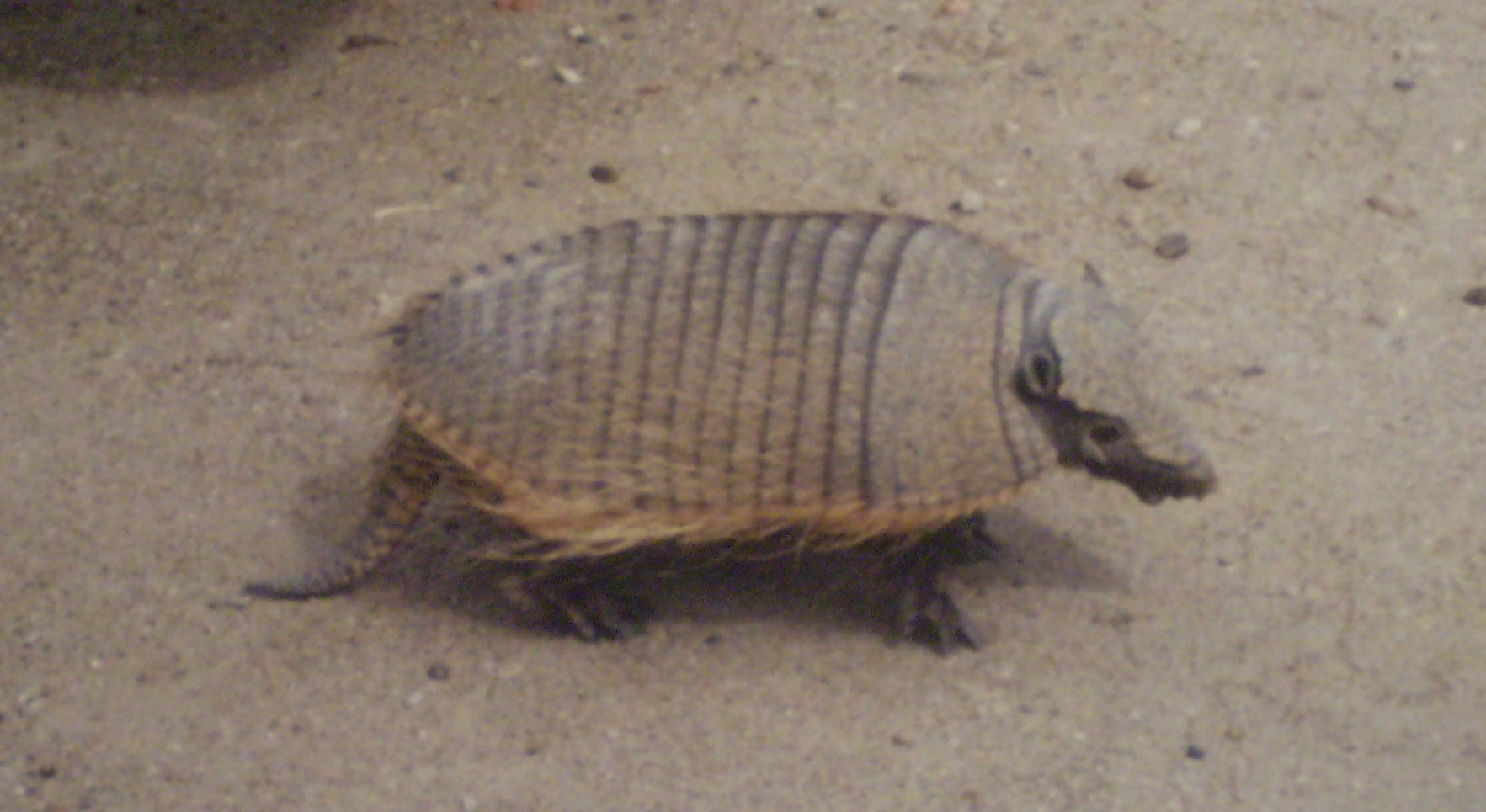
Grand tatou velu (Chaetophractus villosus)

Parmi les félins, on trouve le chat des pampas (Leopardus colocolo ou Lynchailurus pajeros), le chat de Geoffroy (Oncifelis geoffroyi), le jaguarondi (Herpailurus yaguaroundi) et le puma (Puma concolor).
On note encore la présence du renard d'Aszara (Lycalopex gymnocercus) et de mustélidés comme la moufette de Patagonie (Conepatus humboldtii) et le petit grison (Galictis cuja).

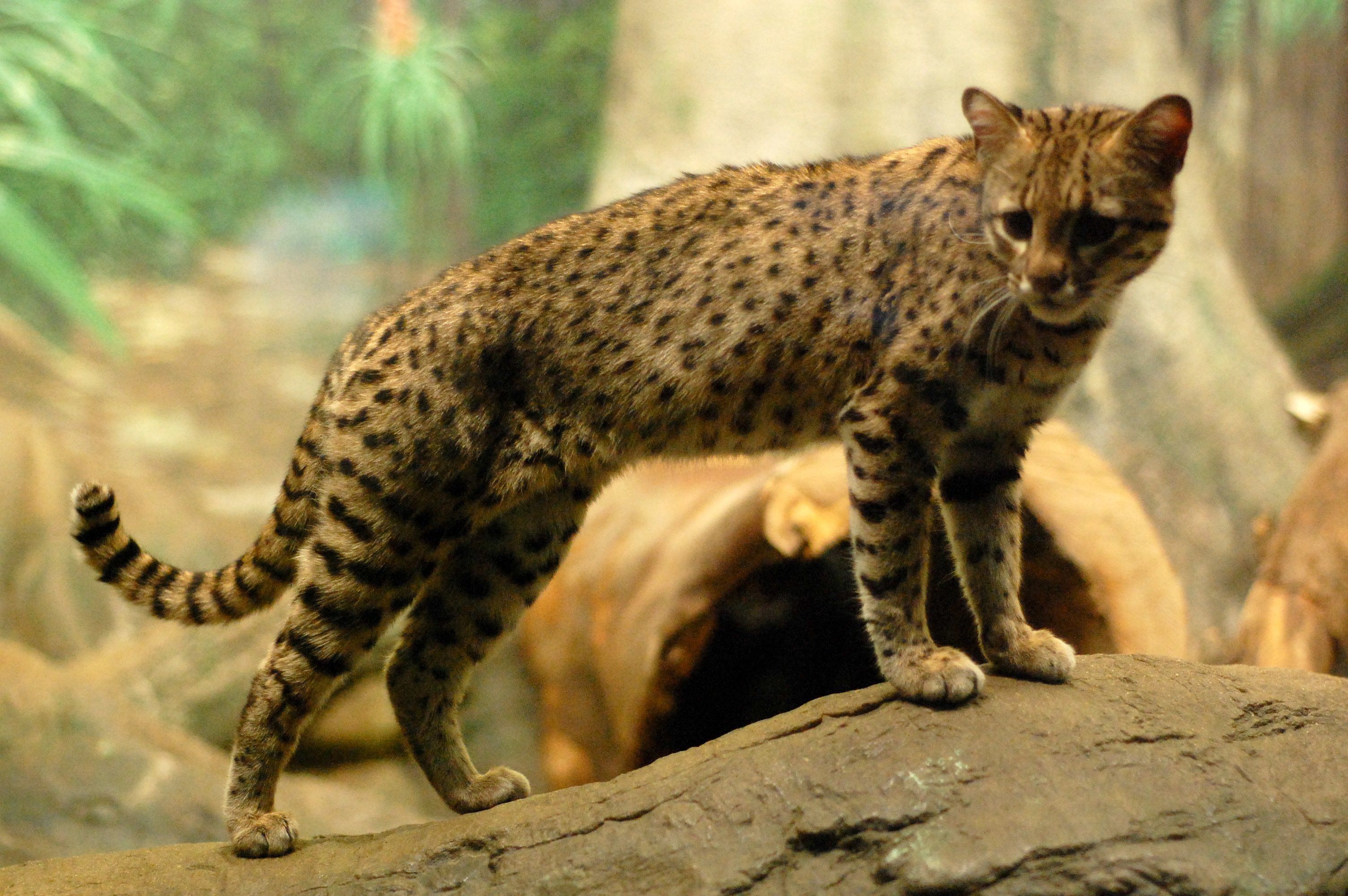
Chat de Geoffroy(Leopardus geoffroyi)
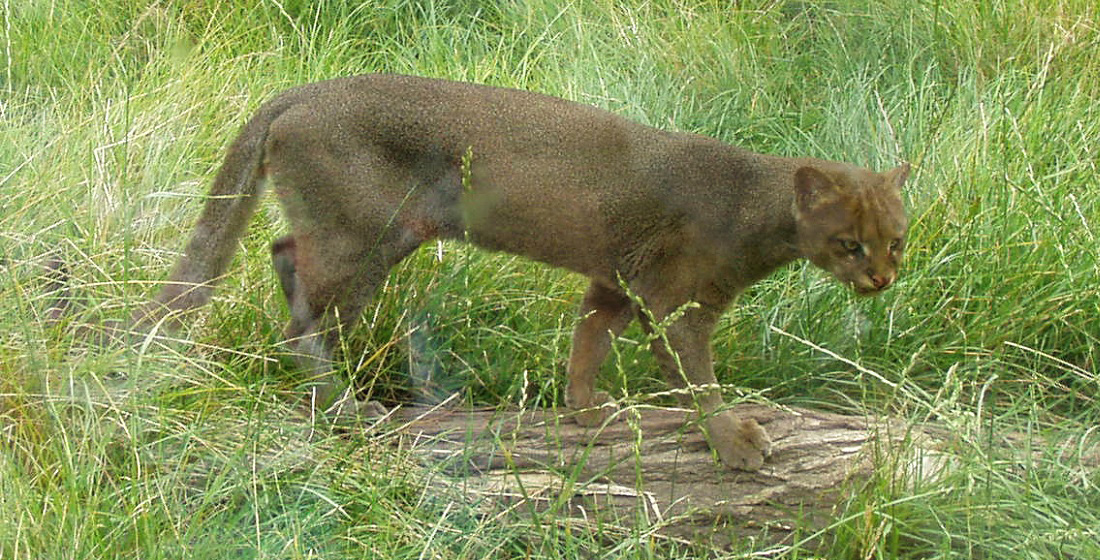
Jaguarondi (Puma yaguaroundi)
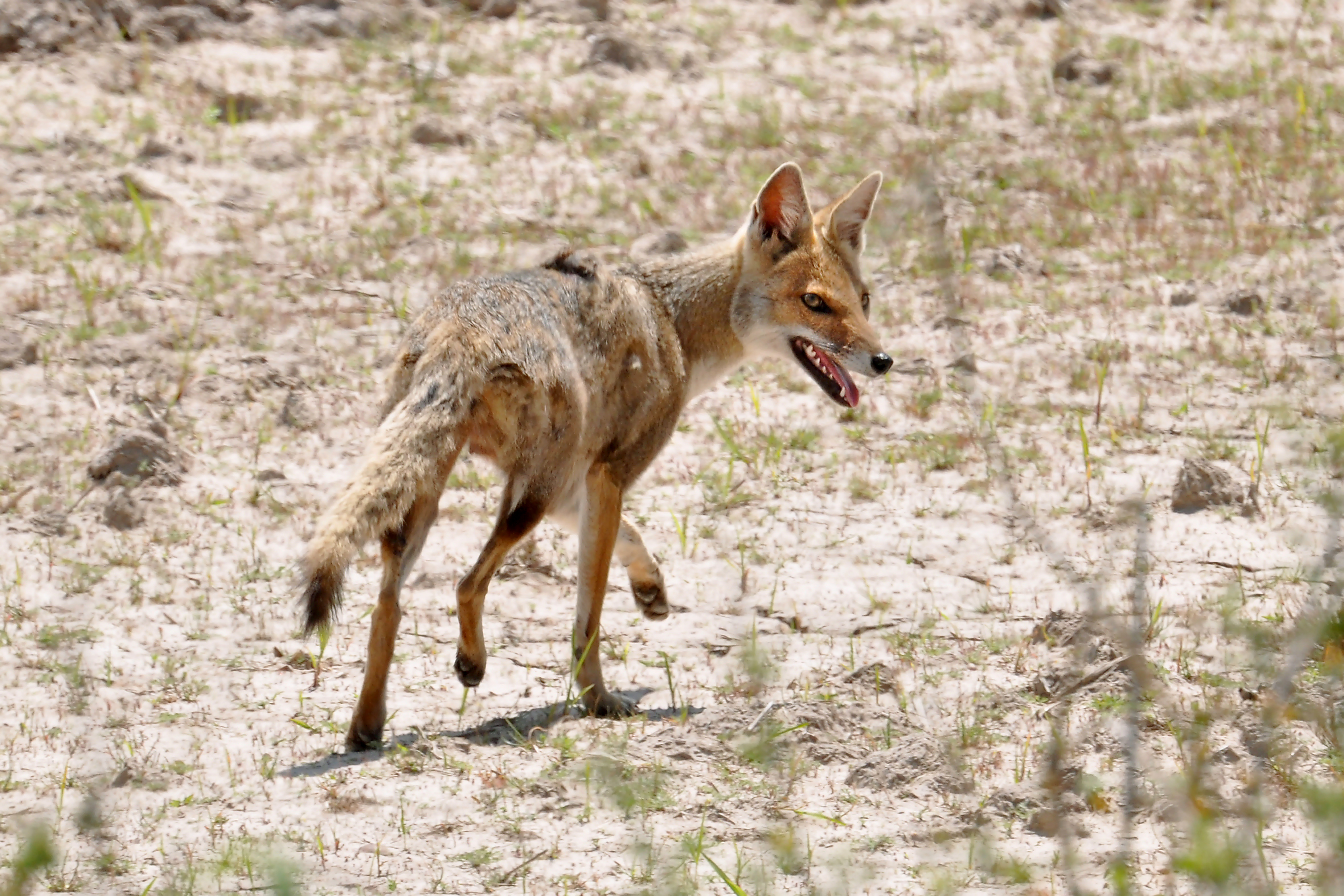
Renard d'Aszara (Lycalopex gymnocercus)

Parmi les rongeurs, les souris (Akodon azarae et Akodon molinae (en)), la laucha de Patagonie orientale (Eligmodontia typus), le Graomys griseoflavus, le Calomys laucha, le Calomys musculinus, le mara ou lièvre de Patagonie (Dolichotis patagonum), le Galea (Galea musteloides), le cobaye nain de Patagonie ou cuis (Microcavia australis), la viscache des plaines (Lagostomus maximus), le ragondin (Myocastor coypus) et le tuco-tuco (en) (Ctenomys azarae) sont présents dans la zone.

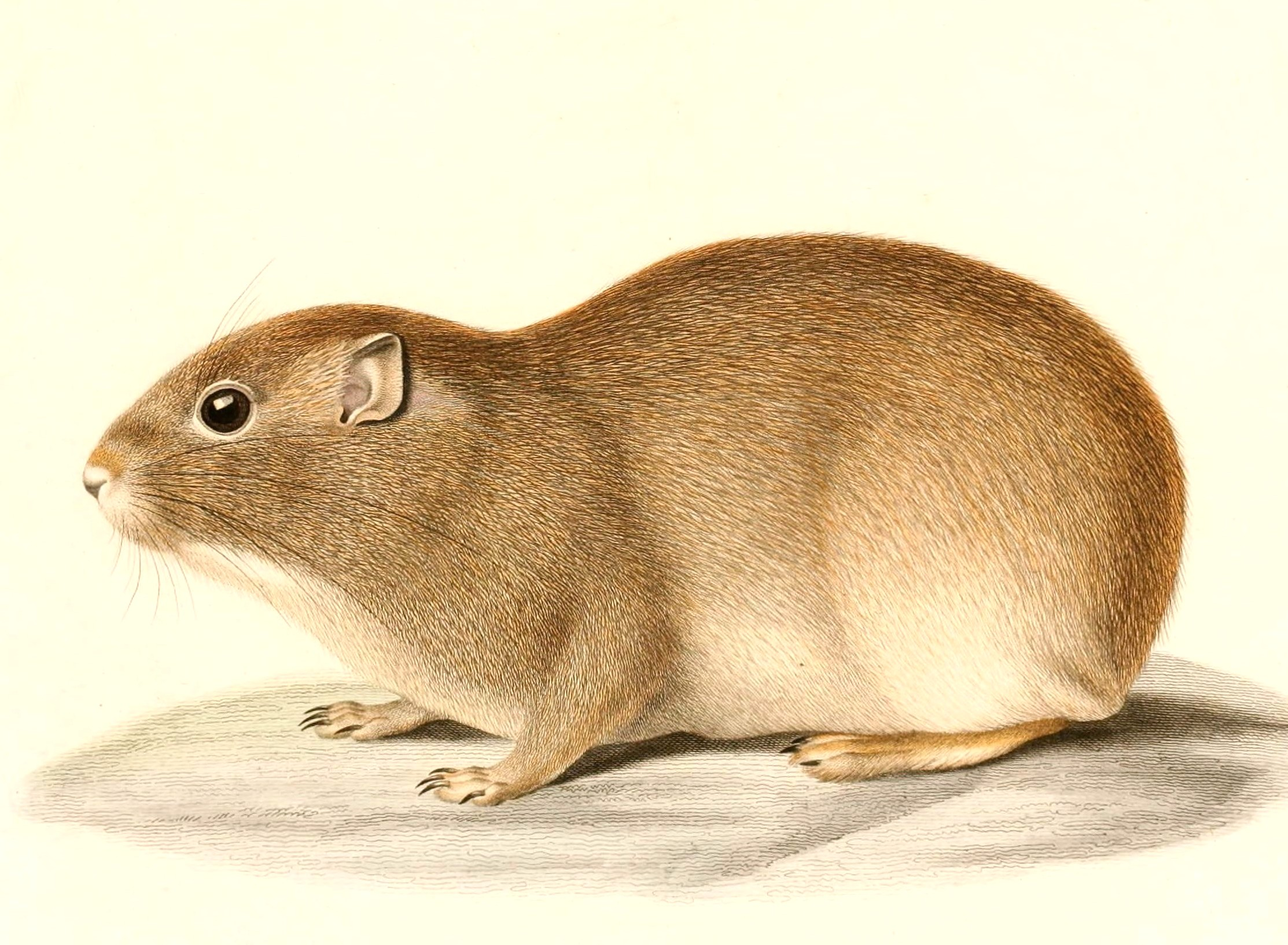
Microcavia australis ou Cobaye nain austral
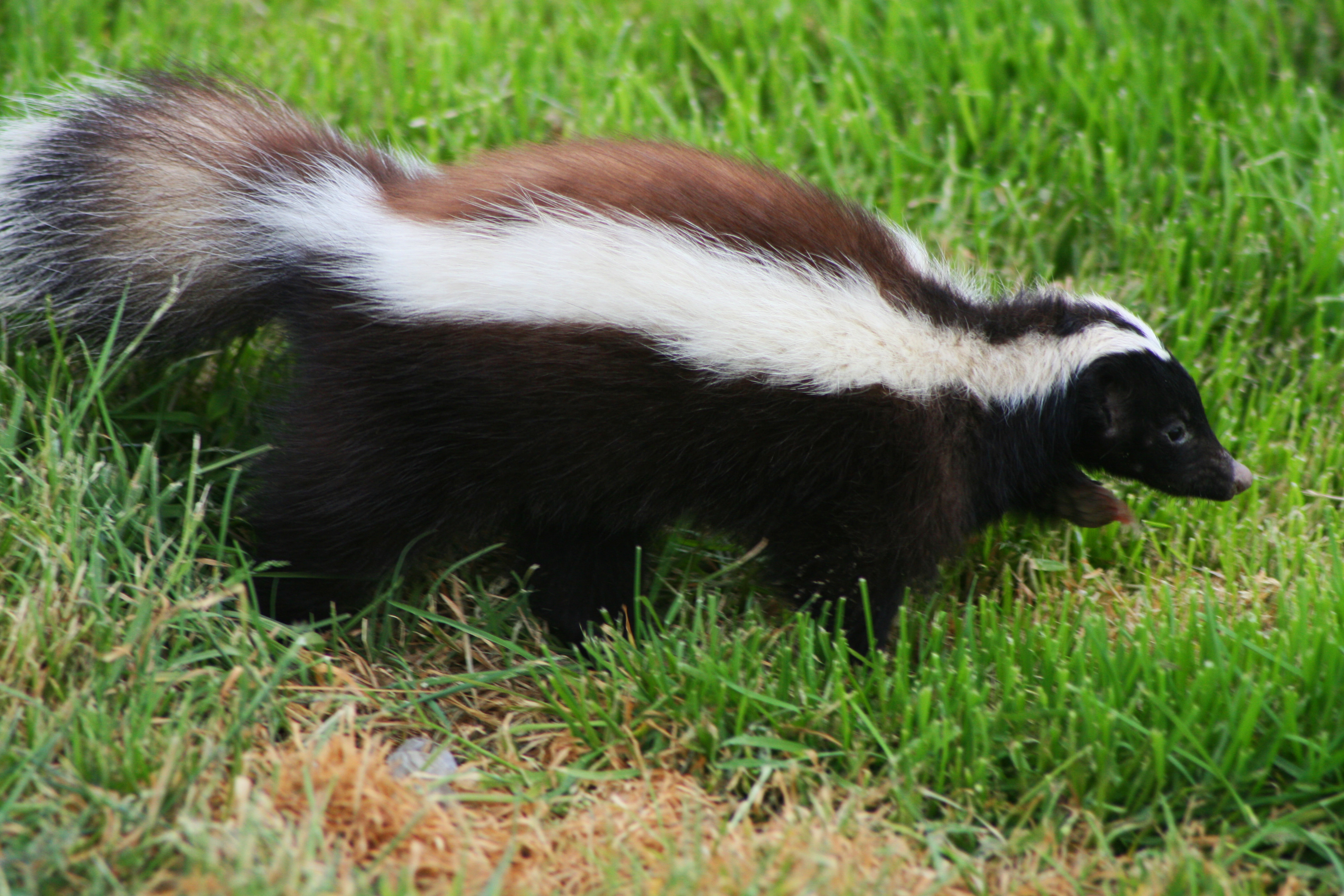
Moufette de Patagonie (Conepatus humboldtii)
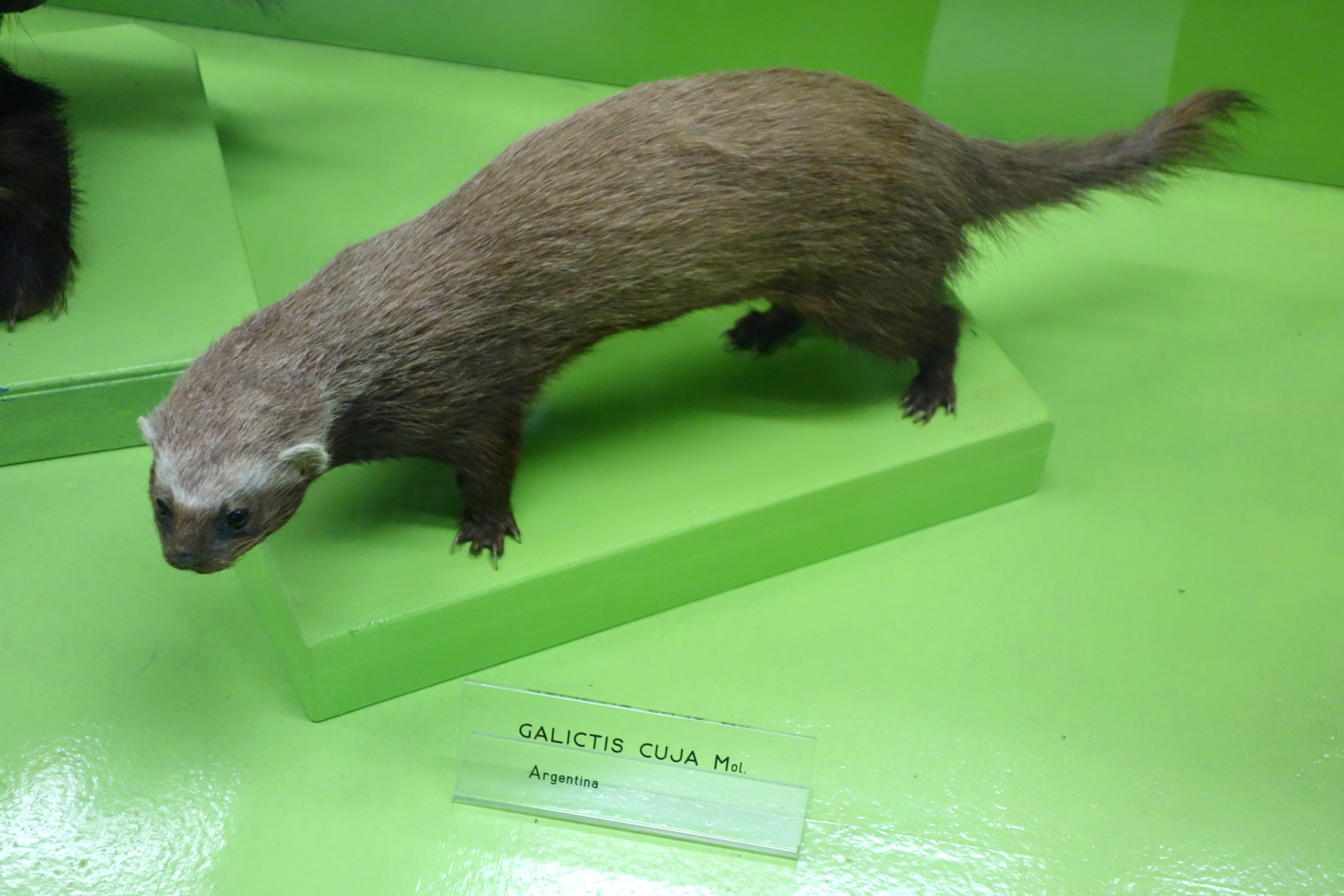
Petit grison (Galictis cuja)

## Les oiseaux
Situés dans une vaste zone aride, voire semi-désertique, la présence de ces marécages riches en nourriture constitue un havre idéal pour des dizaines d'oiseaux aquatiques et autres. Certains y nidifient, d'autres migrateurs y sont de passage. 
Parmi les Rheidae, on trouve le nandou d'Amérique (Rhea americana) et le nandou de Darwin (Pterocnemia pennata). On peut aussi observer parmi les Tinamidae le tinamou isabelle (Rhynchotus rufescens), le tinamou sauvageon (Nothoprocta cinerascens), le tinamou de Darwin (Nothura darwinii darwini), le tinamou élégant (Eudromia elegans). 
Les Podicipedidae sont bien représentés avec le grèbe de Rolland (Rollandia rolland) et le grand Grèbe (Podiceps major).
Parmi les Phalacrocoracidae, on note la présence du cormoran vigua (Phalacrocorax brasilianus).
Les Ardeidae sont nombreux, tels le héron cocoi (Ardea cocoi), la grande Aigrette (Casmerodius albus), l'aigrette neigeuse (Egretta thula), le héron garde-bœufs (Bubulcus ibis) et le bihoreau gris (Nycticorax nycticorax).
On peut également observer l'ibis mandore (Theristicus caudatus), l'ibis à face blanche (Plegadis chihi), la cigogne maguari (Ciconia maguari ou Euxenura maguari), le flamant du Chili (Phoenicopterus chilensis), ainsi que l'échasse d'Amérique (Himantopus mexicanus).

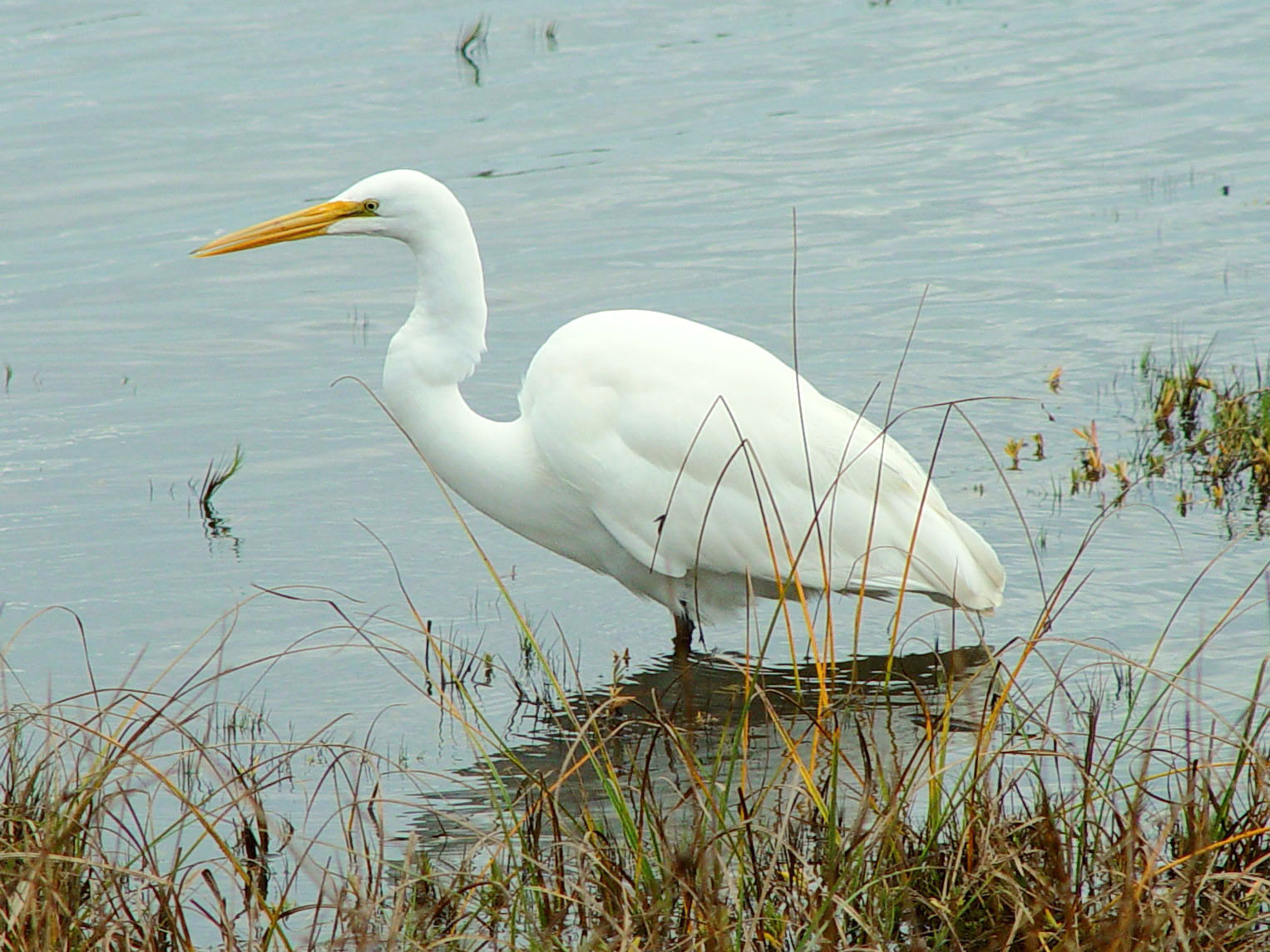
Grande Aigrette (Casmerodius albus)
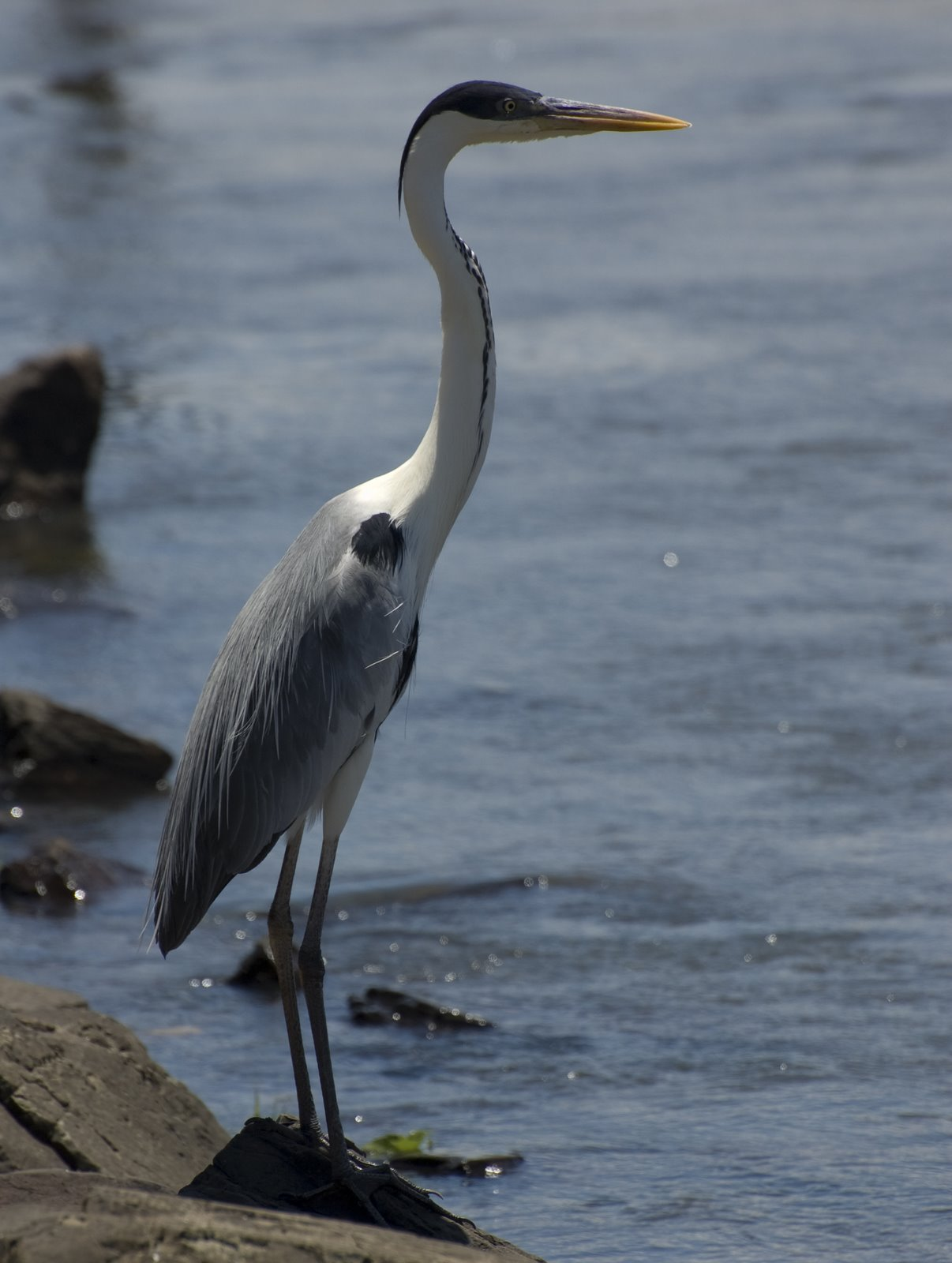
Héron cocoi (Ardea cocoi)
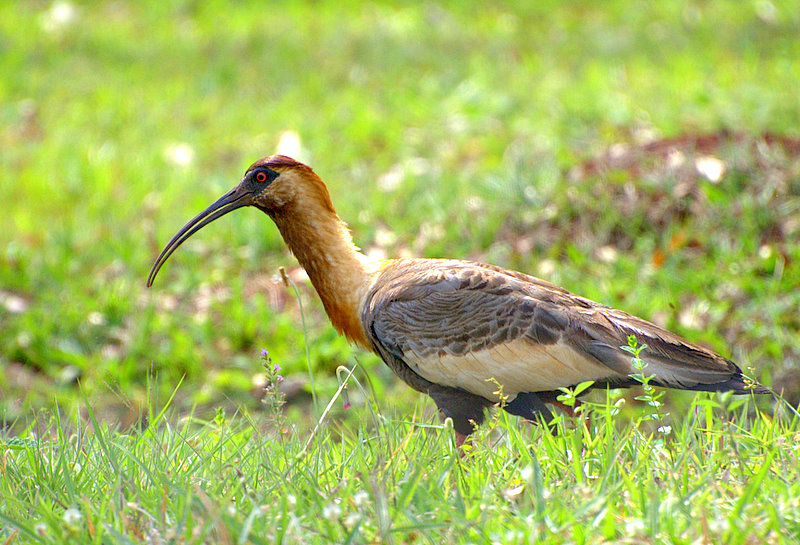
Ibis mandore (Theristicus caudatus)

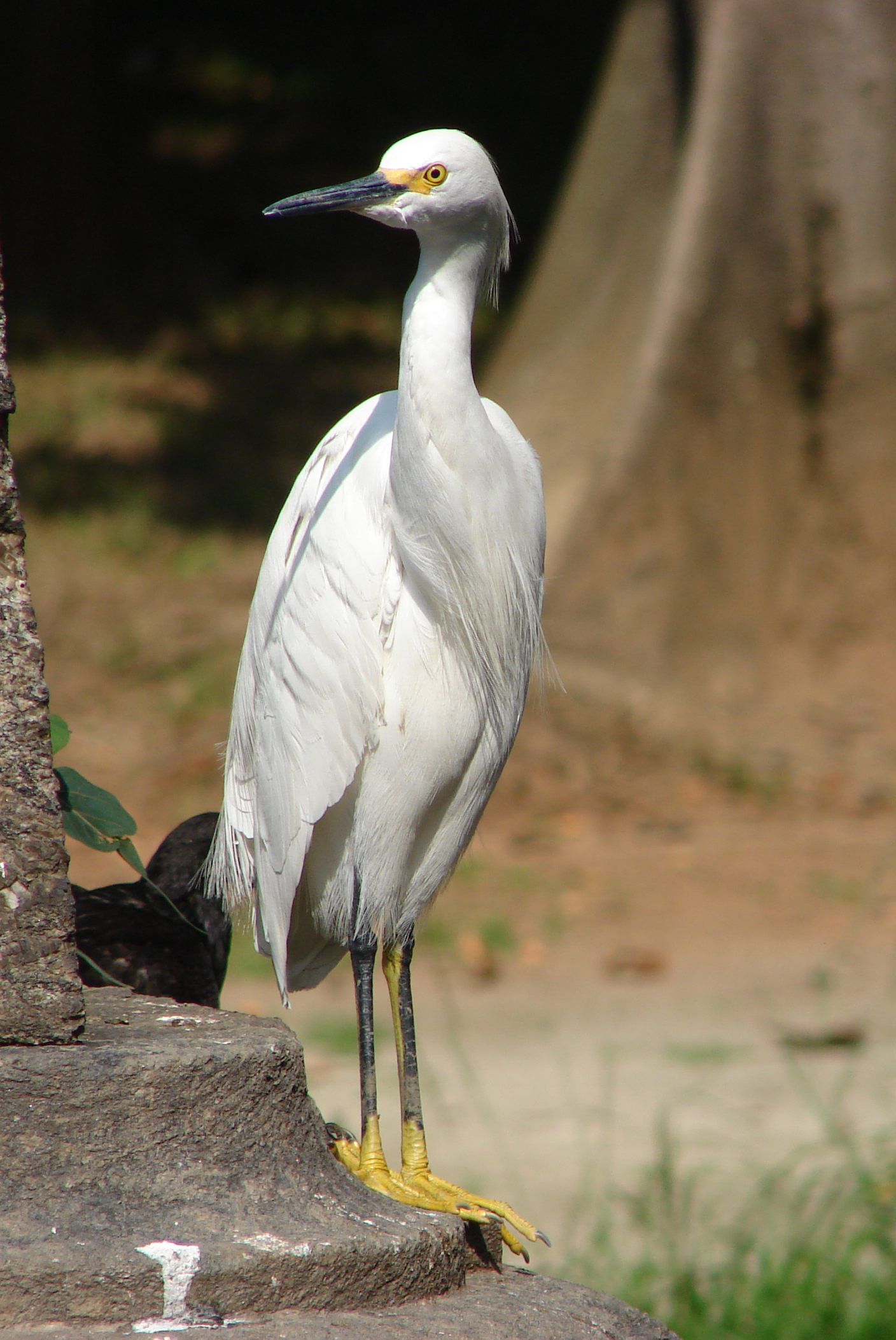
Aigrette neigeuse (Egretta thula)
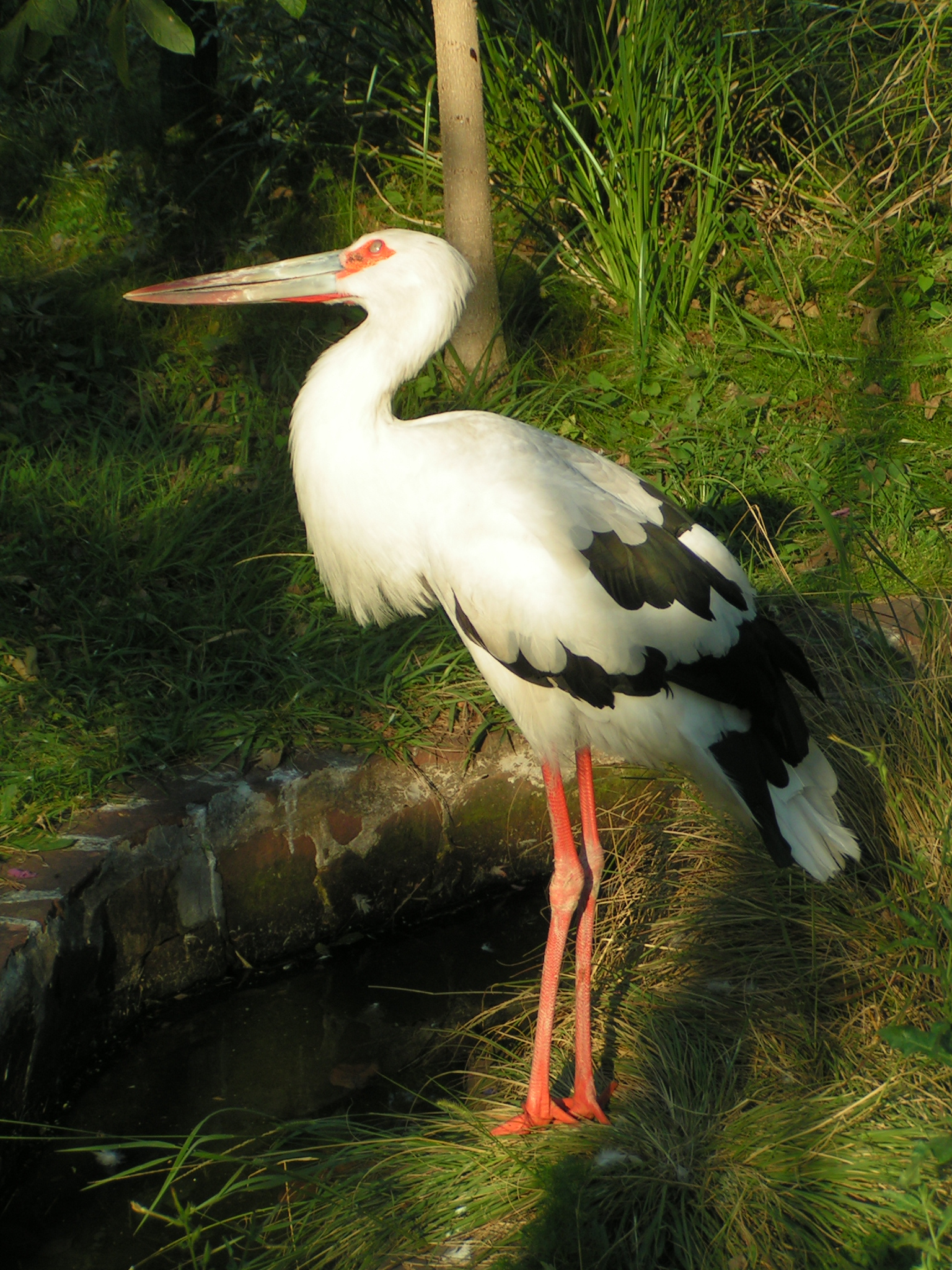
Cigogne maguari (Ciconia maguari)
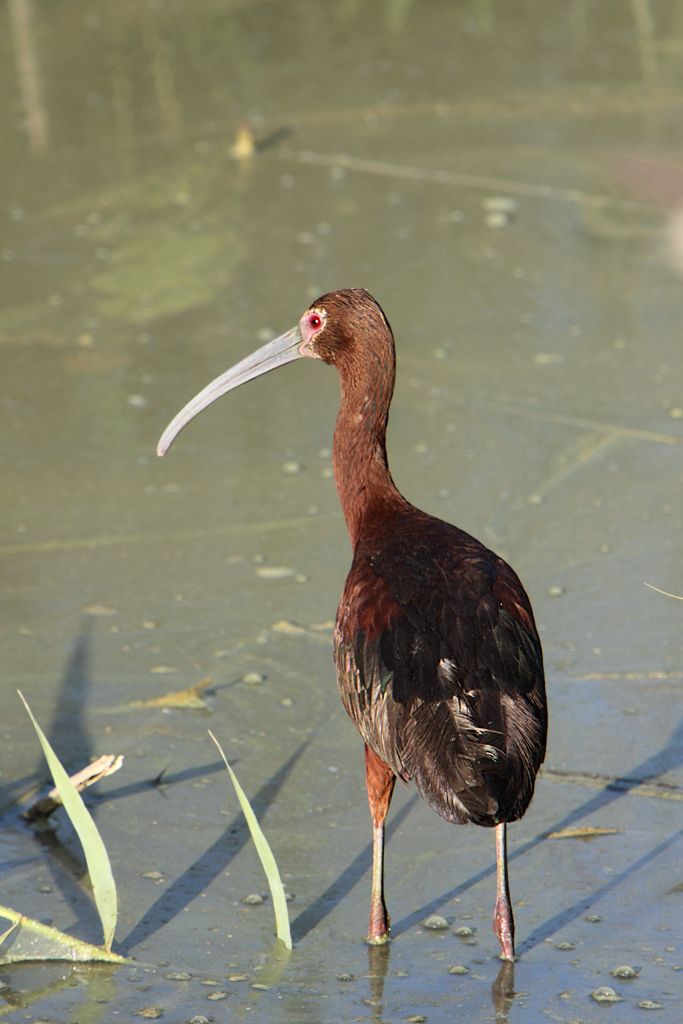
Ibis à face blanche (Plegadis chihi)

Les Anatidae sont particulièrement bien représentés, tels le dendrocygne veuf (Dendrocygna viduata), le coscoroba blanc (Coscoroba coscoroba), le cygne à cou noir(Cygnus melancoryphus), la sarcelle tachetée (Anas flavirostris), le canard de Chiloé (Anas sibilatrix), le canard des Bahamas (Anas bahamensis), le canard à queue pointue (Anas georgica), la sarcelle bariolée (Anas versicolor), la sarcelle cannelle (Anas cyanoptera), le canard spatule (Anas platalea), la nette demi-deuil (Netta peposaca) et l'érismature ornée (Oxyura vittata).

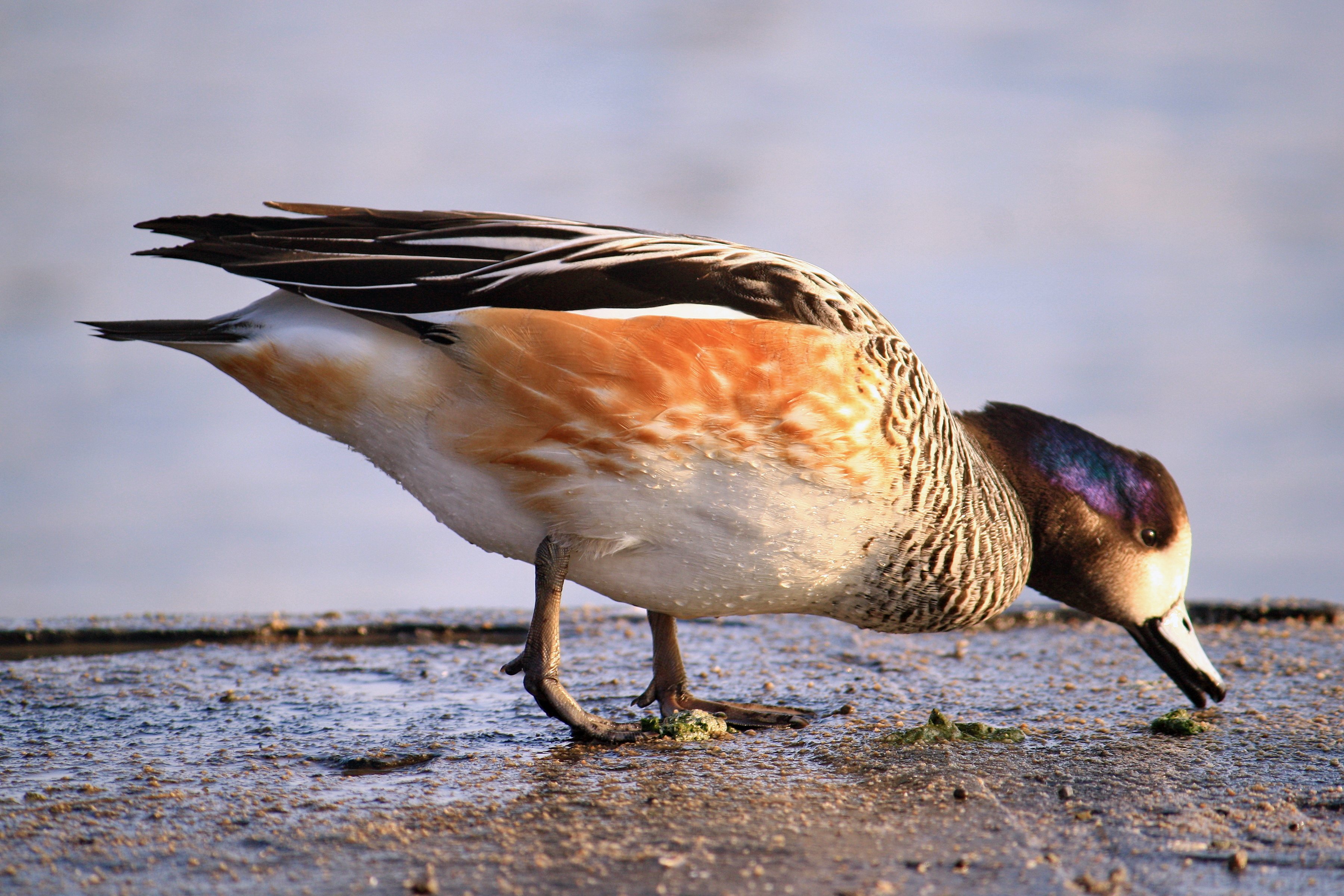
Canard de Chiloé (Anas sibilatrix)
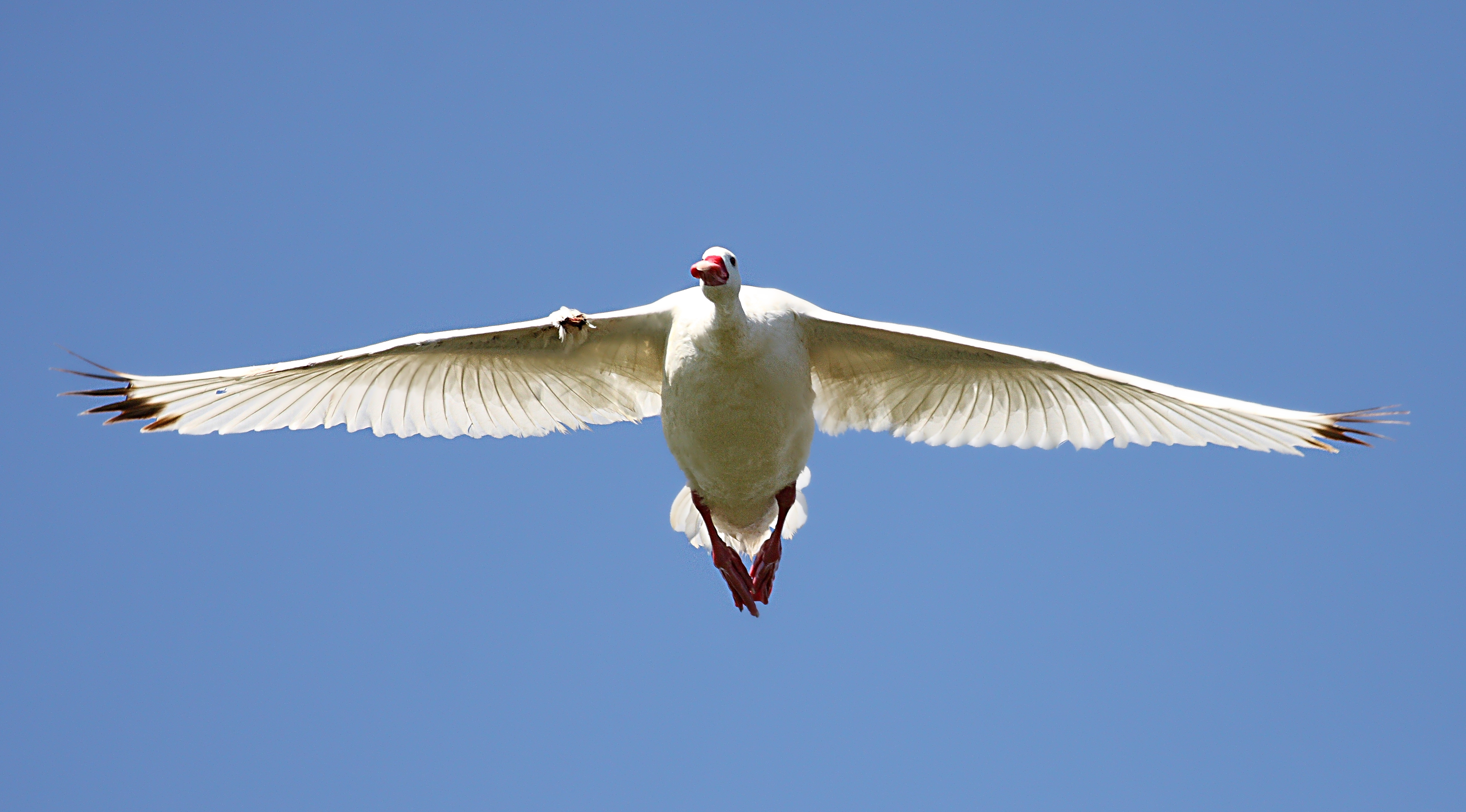
Coscoroba blanc (Coscoroba coscoroba)
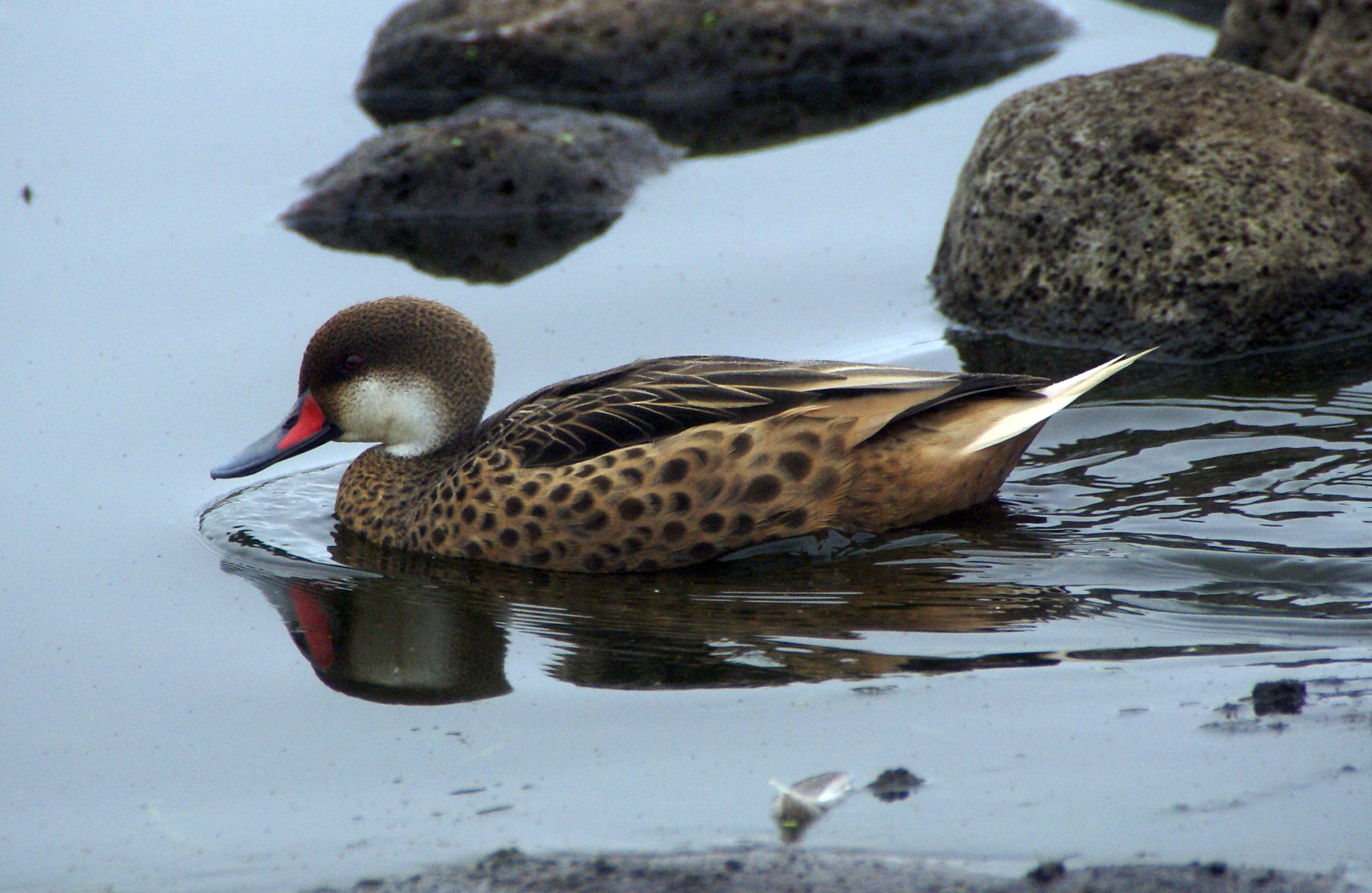
Canard des Bahamas (Anas bahamensis)

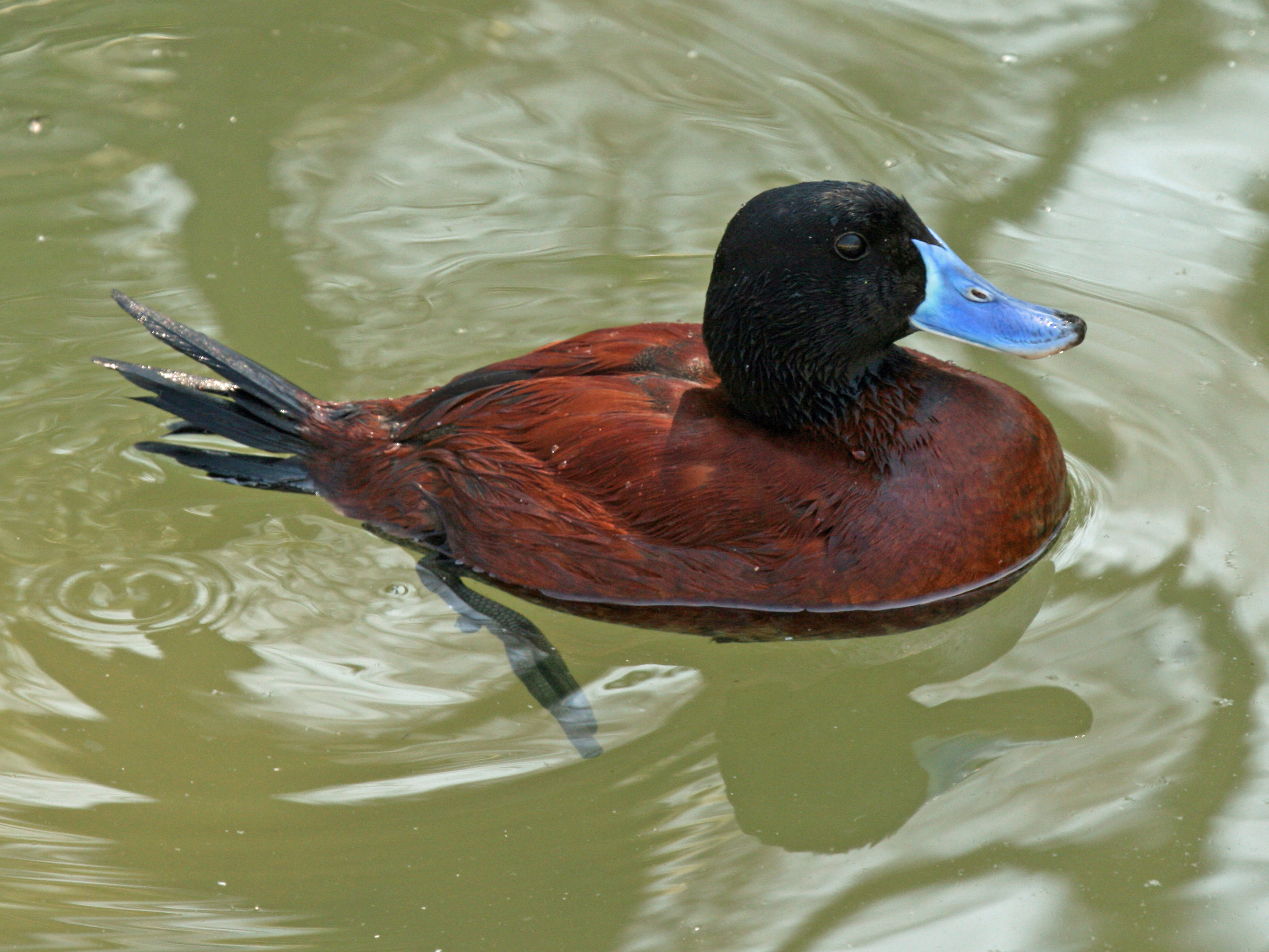
Érismature ornée (Oxyura vittata)
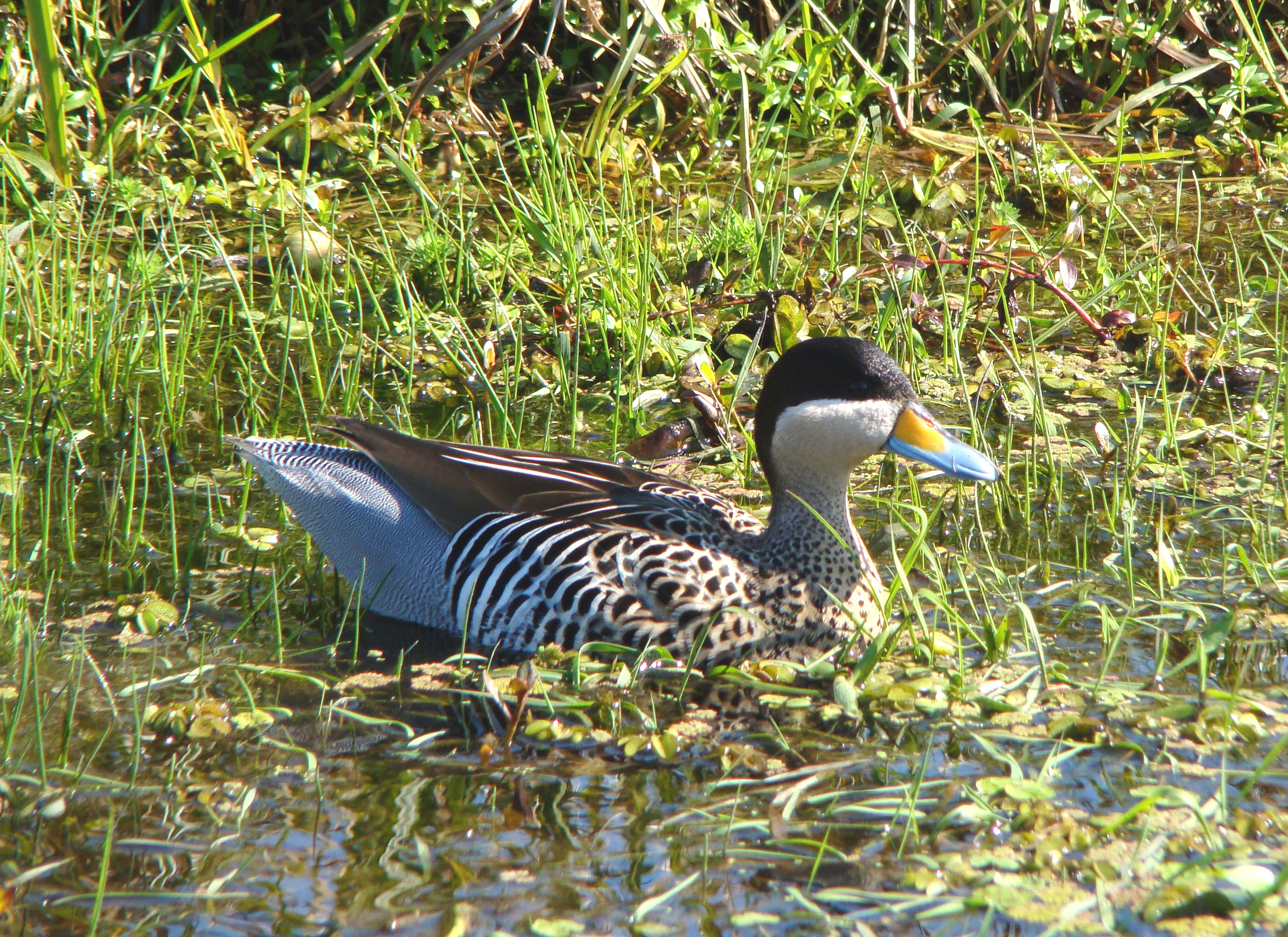
Sarcelle bariolée (Anas versicolor)
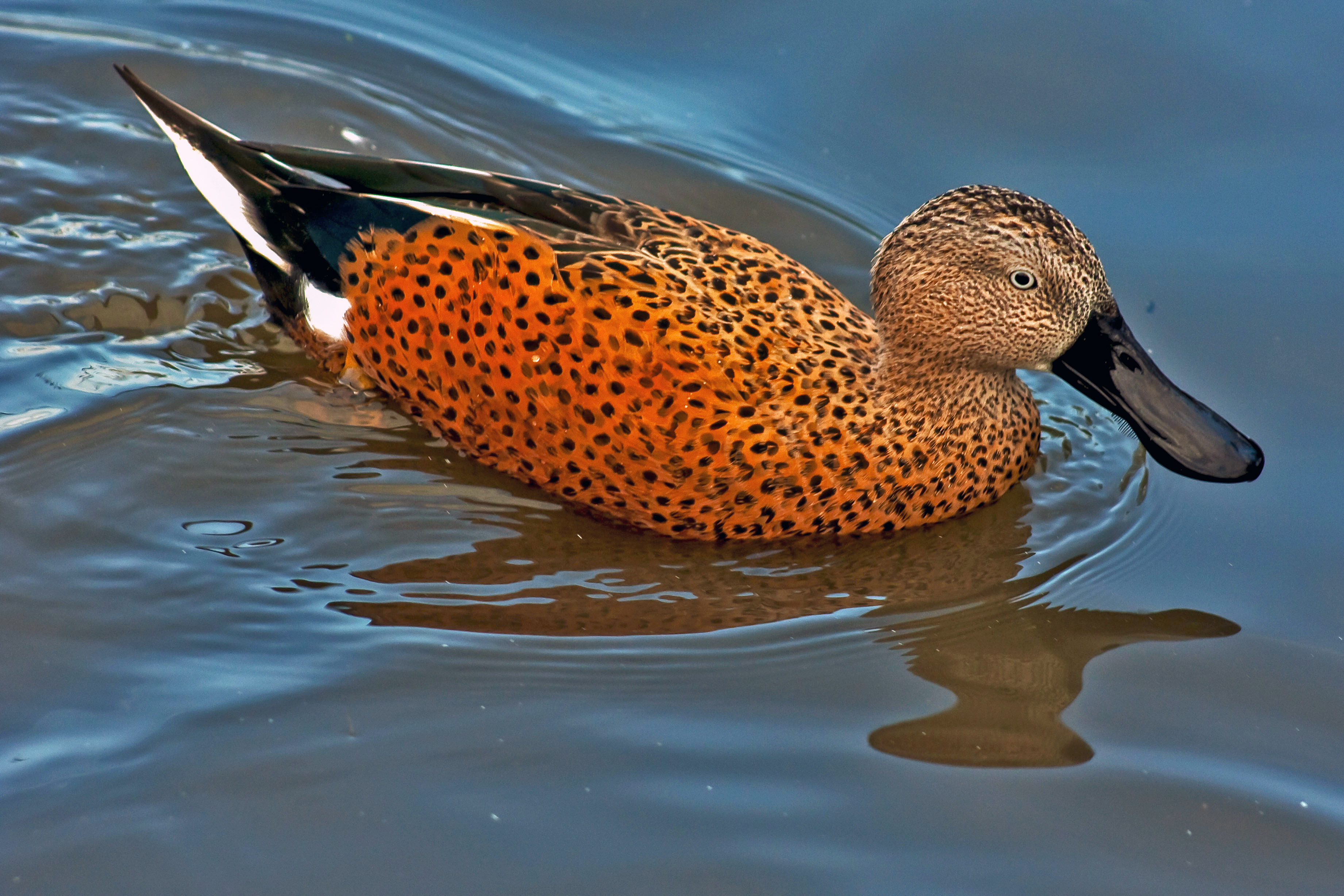
Canard spatule (Anas platalea)

Parmi les vautours, on peut voir l'urubu noir (Coragyps atratus) et l'urubu à tête rouge (Cathartes aura). Les rapaces Accipitridae sont aussi présents avec l'élanion à queue blanche (Elanus leucurus), la buse de Harris (Parabuteo unicinctus), la buse aguia (Geranoaetus melanoleucus), la buse à queue blanche (Buteo albicaudatus), la buse tricolore (Buteo polyosoma), tandis que parmi les Falconidae l'on peut observer le caracara huppé (Polyborus plancus), le caracara chimango (Milvago chimango) le fauconnet à ailes tachetées (Spiziapteryx circumcintus), ainsi que la crécerelle d'Amérique (Falco sparverius) et le faucon aplomado (Falco femoralis).
On note aussi la présence de plusieurs Rallidae tels le râle à bec ensanglanté (Pardirrallus sanguinolentus), la foulque à jarretières (Fulica armillata), la foulque leucoptère (Fulica leucoptera), la foulque à front rouge (Fulica rufifrons), ainsi que de deux Charadriidae, le vanneau téro (Vanellus chilensis) et le pluvier d'Azara (Charadrius collaris).

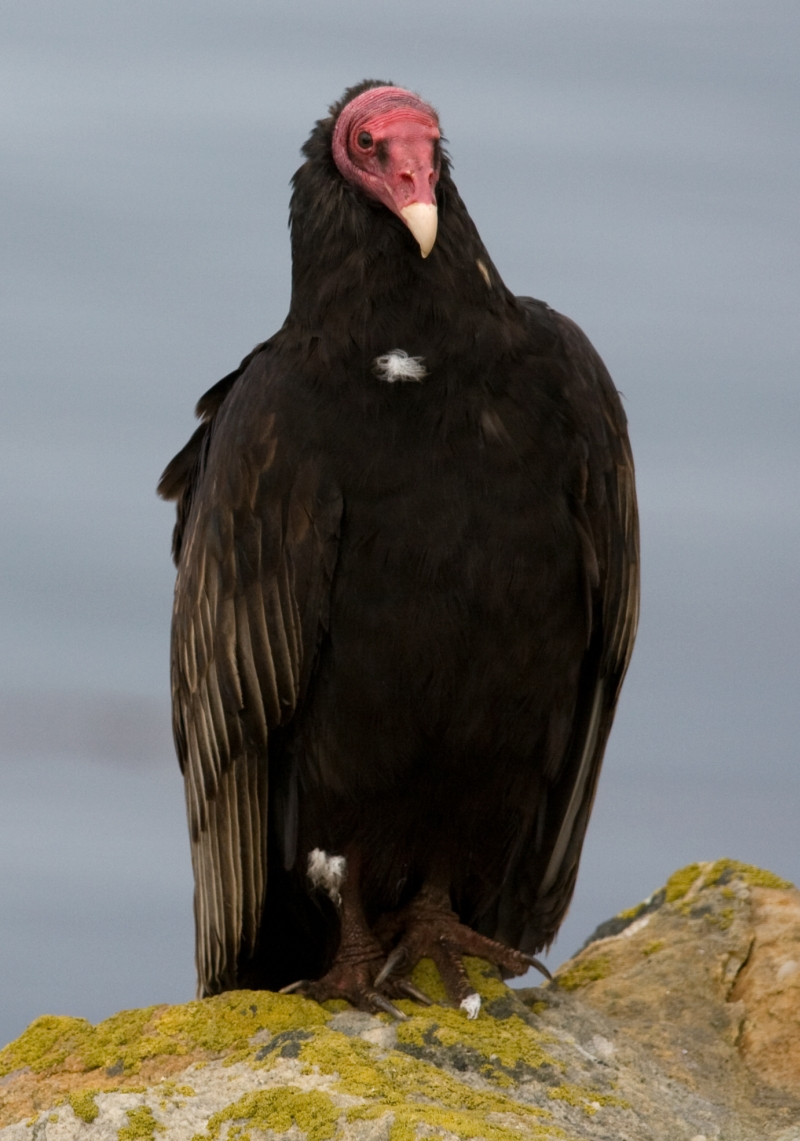
Urubu à tête rouge (Cathartes aura)
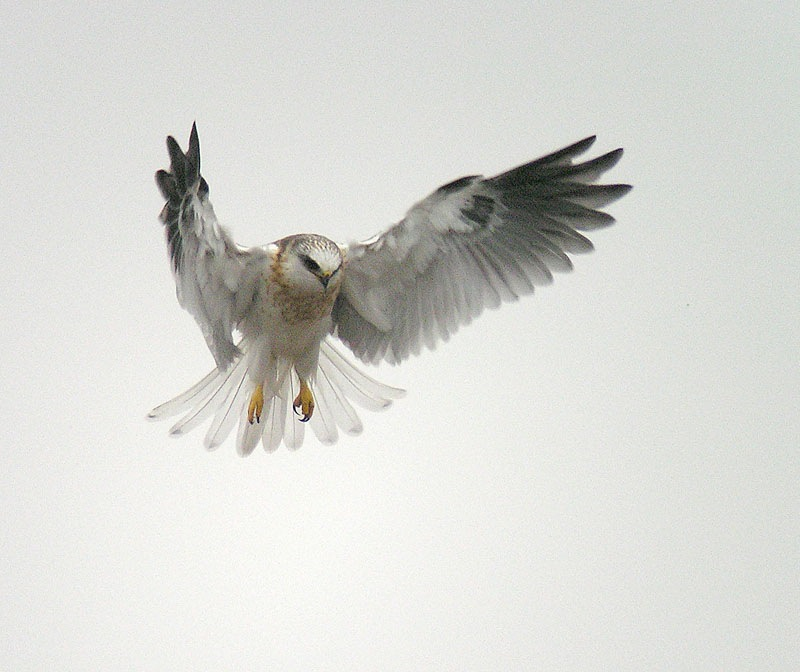
Élanion à queue blanche (Elanus leucurus), un juvénile.
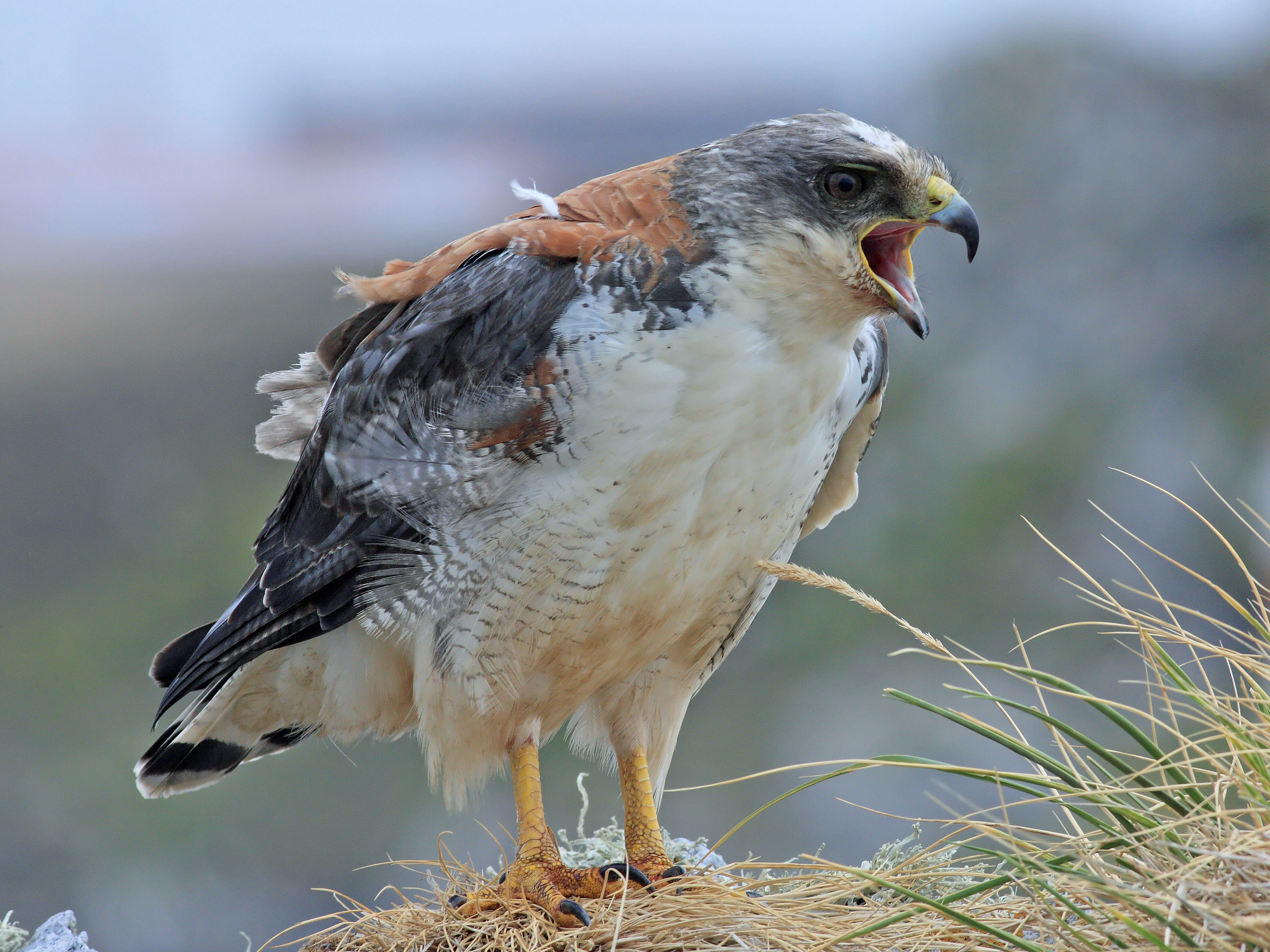
Buse tricolore (Buteo polyosoma)

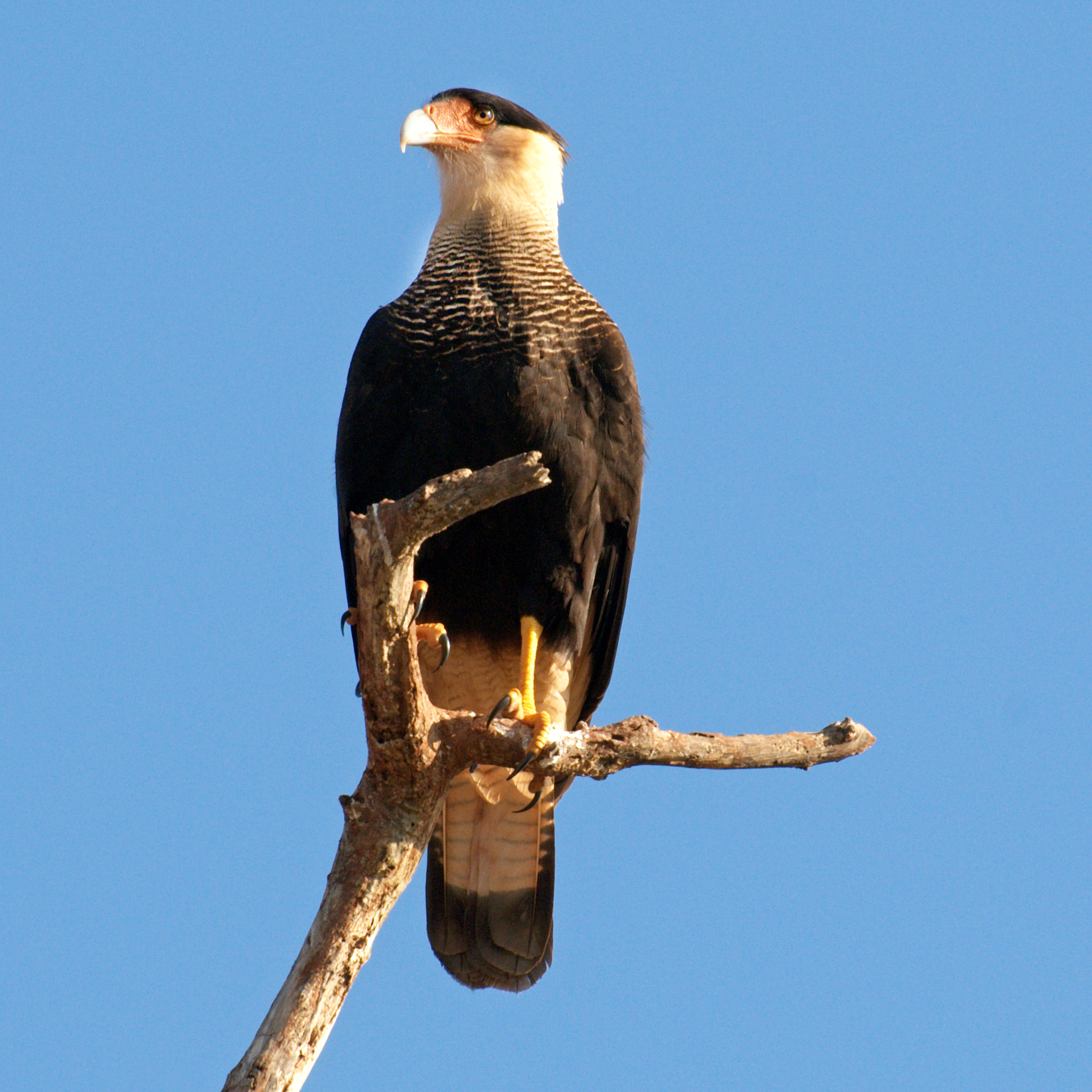
Caracara huppé (Polyborus plancus)
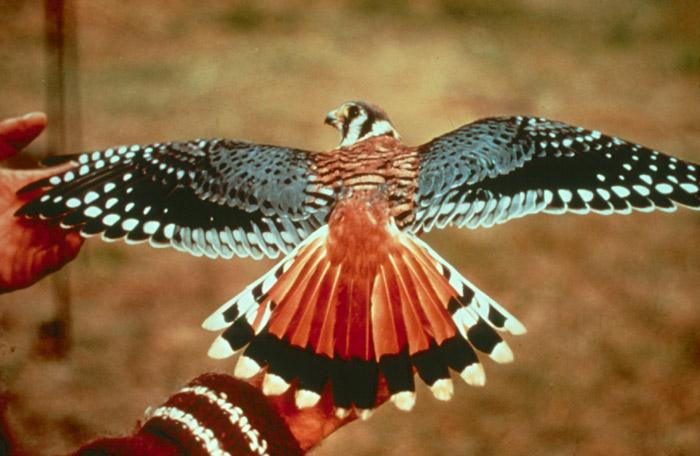
Crécerelle d'Amérique (Falco sparverius)
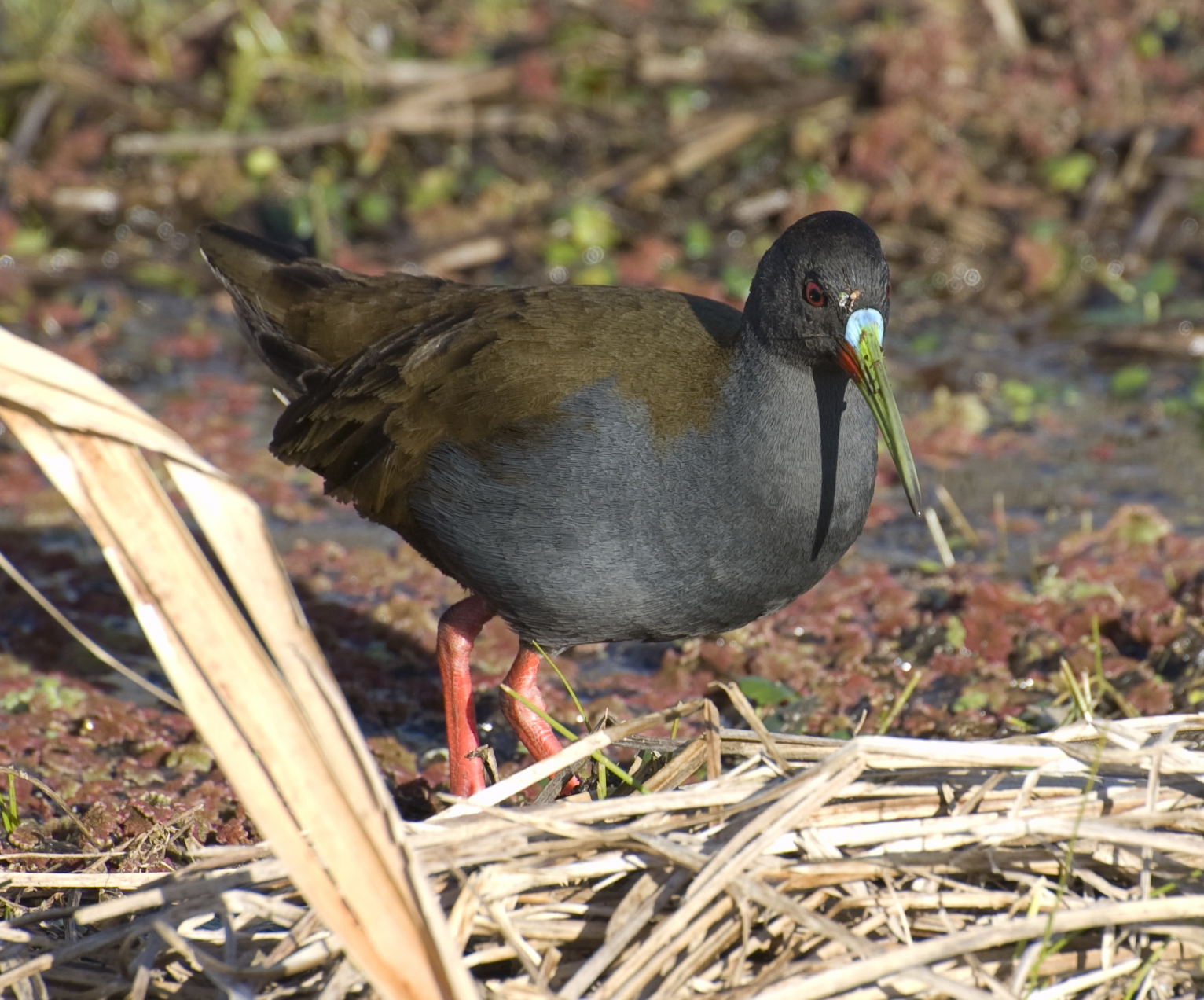
Râle à bec ensanglanté (Pardirrallus sanguinolentus)

La mouette de Patagonie (Larus maculipennis) est aussi présente.
Les Scolopacidae sont représentés par le grand Chevalier (Tringa melanoleuca), le petit Chevalier (Tringa flavipes), le bécasseau de Baird (Calidris bairdii), le bécasseau sanderling (Calidris alba) et le tournepierre à collier (Arenaria interpres), tandis que parmi les Sternidae, on trouve le sterne de Trudeau (Sterna trudeaui) et le sterne hansel (Gelochelidon nilotica).
Les Columbidae quant à eux sont représentés par le pigeon tigré (Patagioenas maculosa), la tourterelle oreillarde (Zenaida auriculata), la colombe picui (Columbina picui) et le pigeon picazuro (Patagioenas picazuro).
On trouve également des Psittacidae : la conure à tête bleue (Aratinga acuticaudata), la conure de Patagonie (Cyanoliseus patagonus), et la conure veuve (Myiopsitta monachus). Présents aussi la guira (Guira guira ou Guira cantara), la chouette effraie (Tyto alba) et la chevêche des terriers (Athene cunicularia). On trouve en outre deux Caprimulgidae : l'engoulevent à miroir (Caprimulgus longirostris) et l'Hydropsalis brasiliana (ou Hydropsalis torquata).
Quant aux Picidae, ils sont représentés par le pic varié (Picoides mixtus) et le pic vert et noir (Colaptes melanochloros).

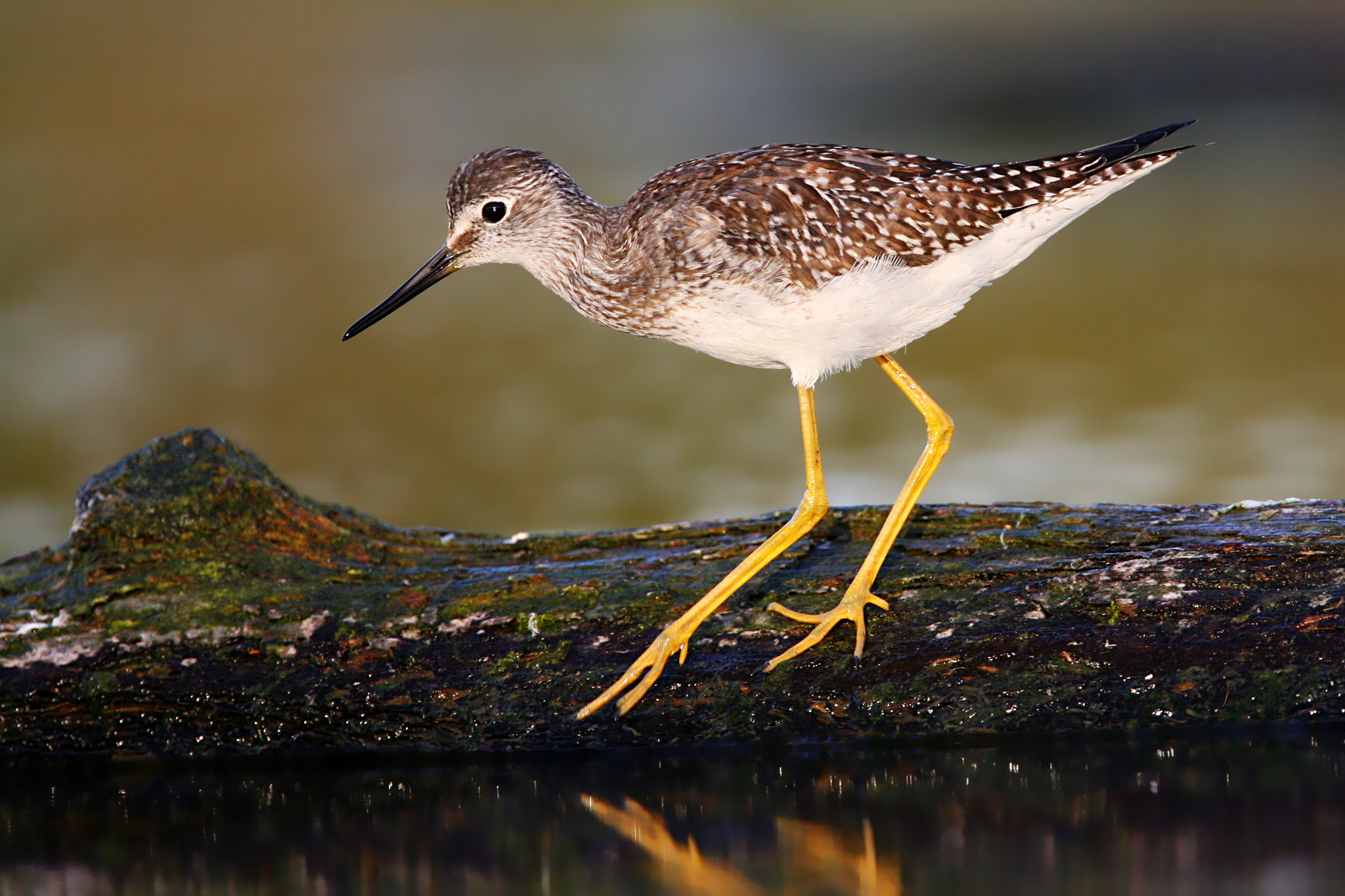
Petit Chevalier (Tringa flavipes)
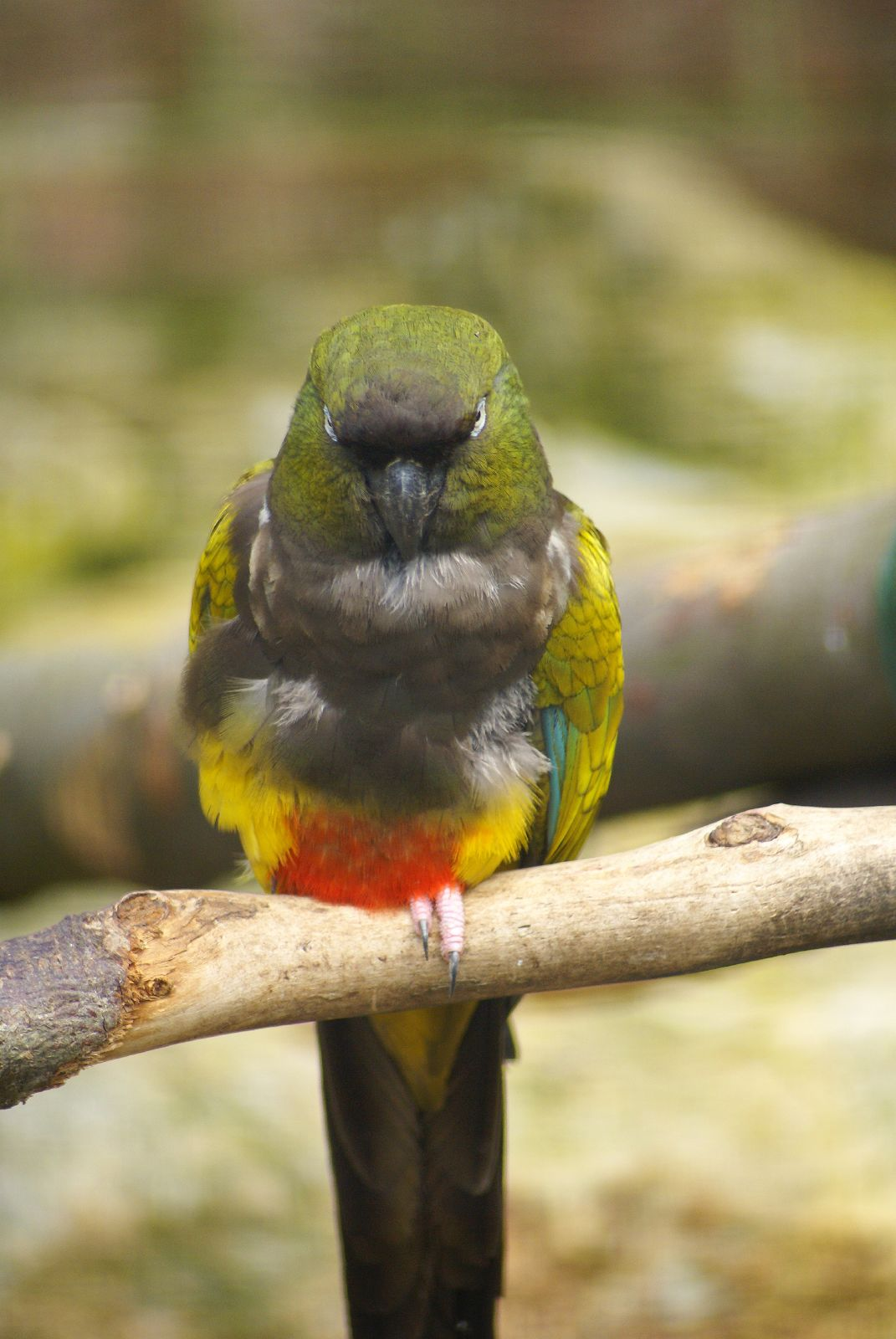
Conure de Patagonie (Cyanoliseus patagonus)
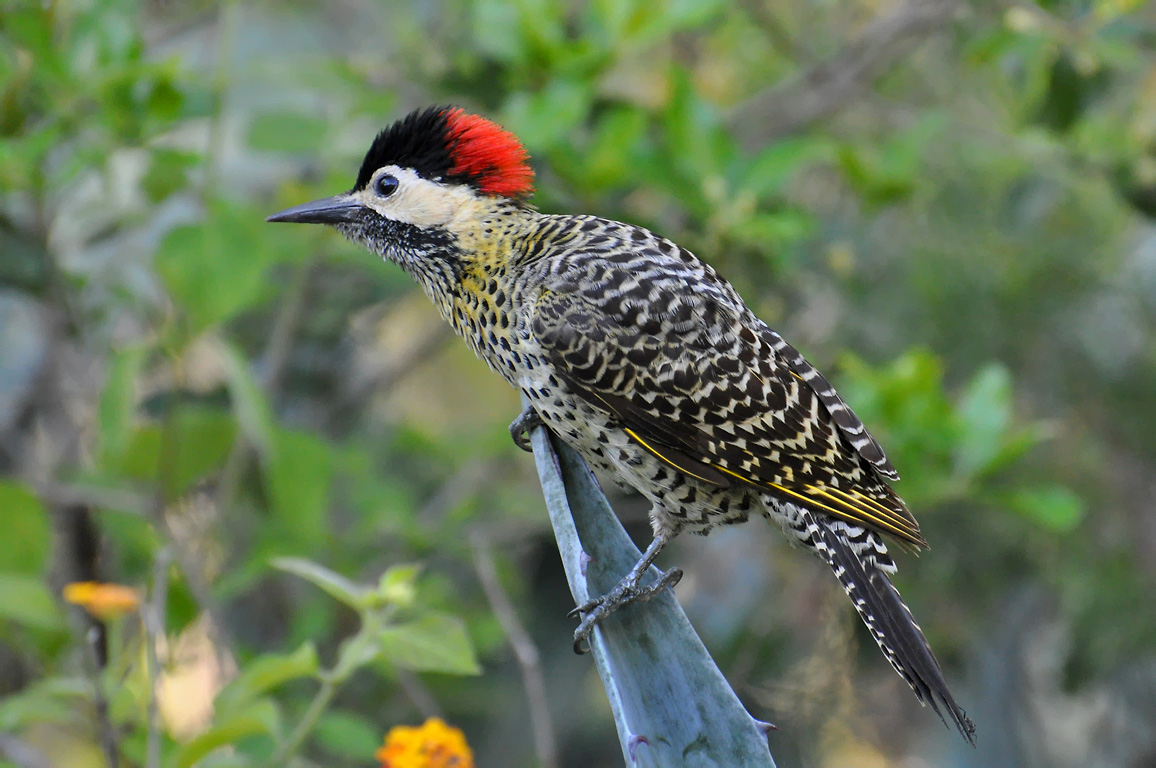
Pic vert et noir (Colaptes melanochloros)

Comme partout en Argentine, les passereaux sont largement présents, et notamment les Tyrannidés, avec le suiriri commun (Suiriri suiriri), le Serpophaga subcristata, la calandrite bergeronnette (en) (Stigmatura budytoides), le taurillon à bec jaune (Anairetes flavirostris), le taurillon mésange (Anairetes parulus), la doradite babillarde (Pseudocolopteryx flaviventris), la moucherolle vermillon (Pyrocephalus rubinus), le pépoaza couronné (Xolmis coronatus), le pépoaza irupéro (Xolmis irupero), le pépoaza traquet ou monjita castaña (Xolmis rubetra), le gaucho argentin (Agriornis micropterus), le gaucho souris (en) (Agriornis murinus), le dormilon bistré (Muscisaxicola maclovianus), la lessonie noire (Lessonia rufa), l'ada à ailes blanches (Knipolegus aterrimus), l'ada clignot (Hymenops perspicillatus), le tyran de Swainson (en) (Myiarchus swainsoni), le tyran quiquivi (Pitangus sulphuratus), le Griseotyrannus (en) (Griseotyrannus aurantioatrocristatus), le tyran mélancolique (Tyrannus melancholicus) et le tyran des savanes (Tyrannus savana). Le rara du Paraguay (en) (Phytotoma rutila), un Cotingidé, est aussi présent. Parmi les Hirundinidés, on peut observer l'hirondelle à diadème (Tachycineta leucorrhoa), l'hirondelle fardée (Stelgidopteryx fucata), l'hirondelle gracieuse (Progne elegans) et l'hirondelle bleu et blanc (Pygochelidon cyanoleuca).
Les Furnariidés sont tout aussi bien représentés. Parmi eux, on peut observer le géositte à bec court (en) (Geositta antarctica), l'upucerthie du Chaco (en) (Tarphonomus certhioides), l'upucerthie des buissons (en) (Upucerthia dumetaria), le cinclode brun (Cinclodes fuscus), le fournier roux (Furnarius rufus), un des symboles de l'Argentine, le synallaxe mésange (en) (Leptasthenura aegithaloides), le synallaxe de la Plata (en) (Leptasthenura platensis), le synallaxe albane (en) (Synallaxis albescens), le synallaxe à calotte rayée (en) (Cranioleuca pyrrhophia), le synallaxe vannier (en) (Asthenes pyrrholeuca), le synallaxe à bec court (en) (Asthenes baeri), le synallaxe de Patagonie (en) (Asthenes patagonica), l'annumbi fagoteur (Anumbius annumbi), le cacholote brun (en) (Pseudoseisura lophotes) et le cacholote à gorge blanche (en) (Pseudoseisura gutturalis). 

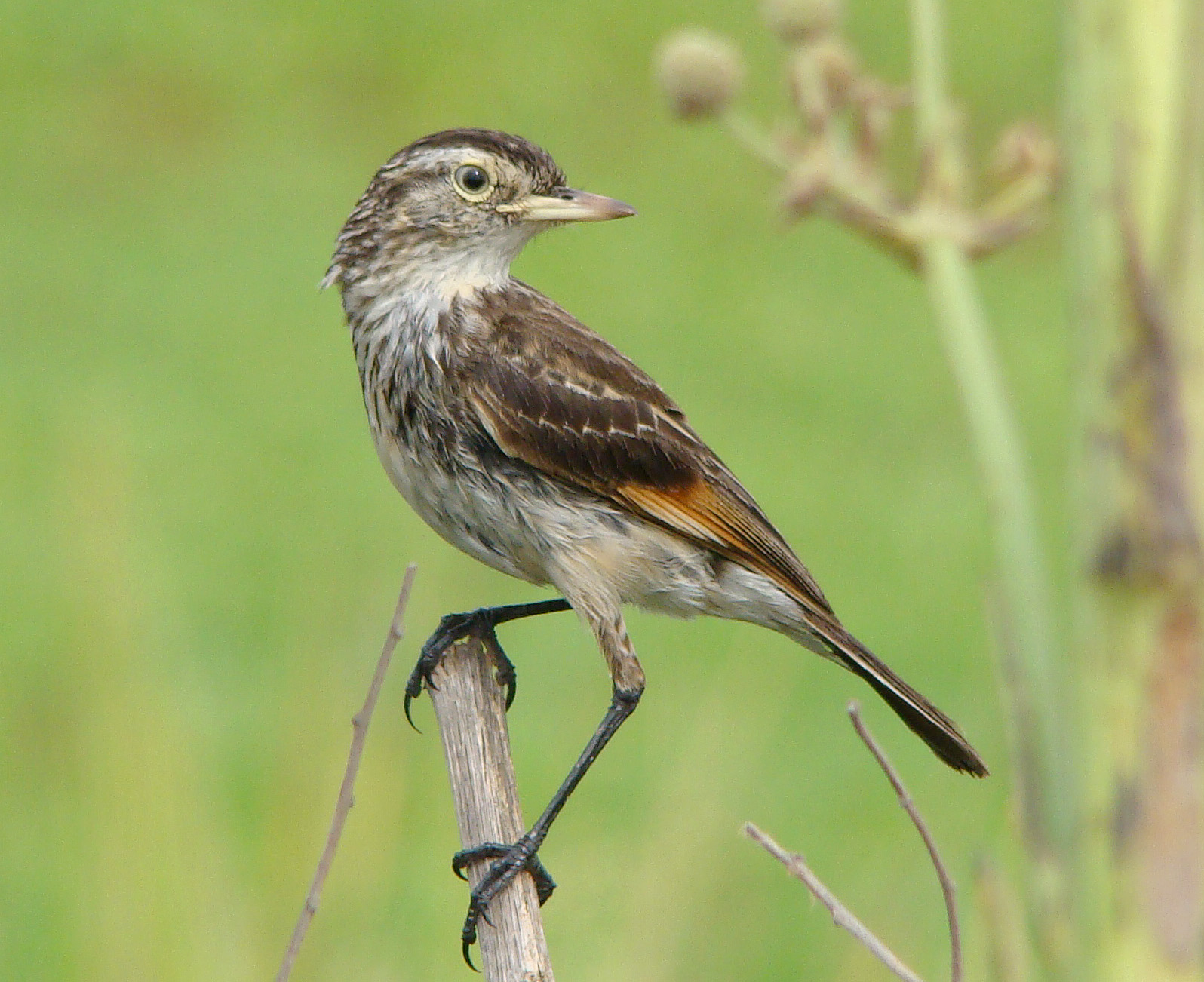
Ada clignot (Hymenops perspicillatus)
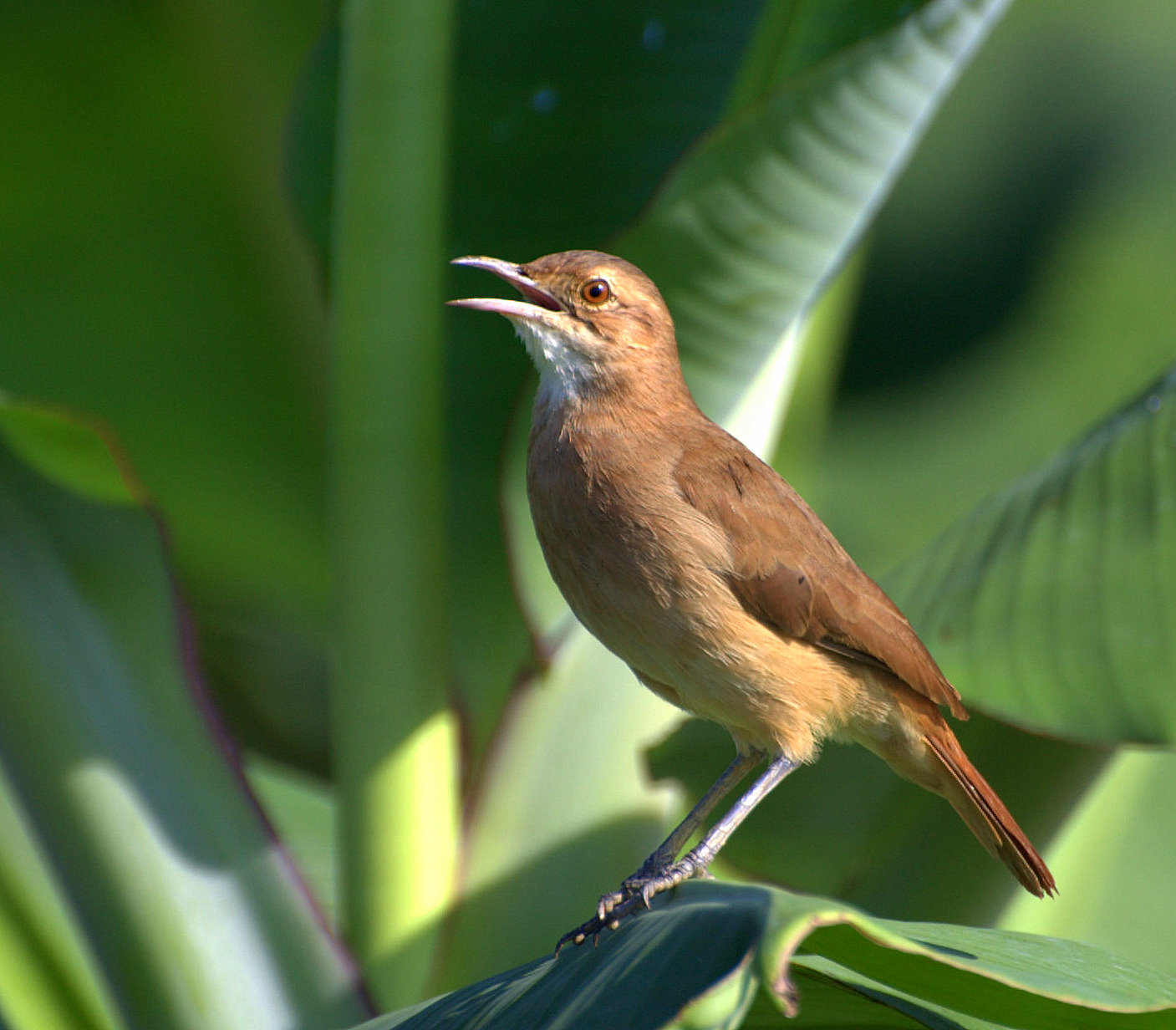
Le fournier roux (Furnarius rufus), est l'oiseau national de l'Argentine
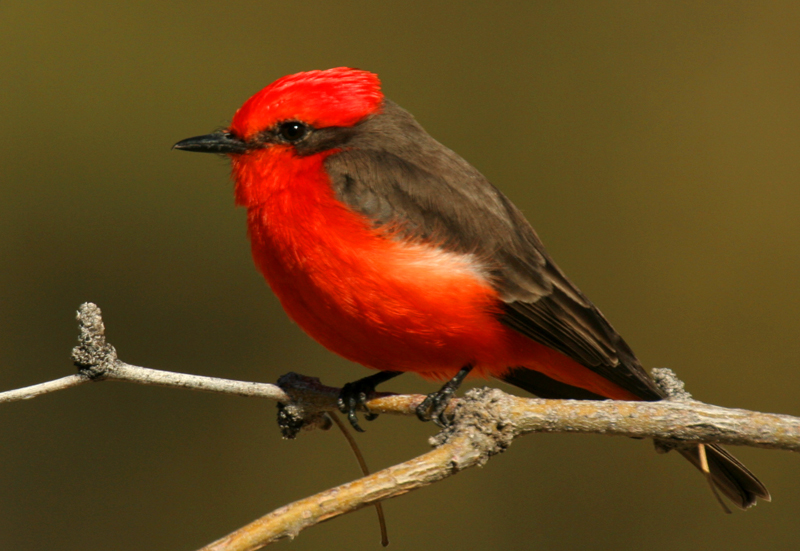
Moucherolle vermillon (Pyrocephalus rubinus)

Également présents le grimpar à bec étroit (en) (Lepidocolaptes angustirostris), le tourco huppé (Rhinocrypta lanceolata), le tourco sable (Teledromas fuscus), le troglodyte familier (Troglodytes aedon) et la ratona aperdizada (Cristothorus platensis), ainsi que le merle à ventre clair (Turdus amaurochalinus), le merle chiguanco (Turdus chiguanco), le moqueur de Patagonie (Mimus patagonicus), le moqueur à ailes blanches (en) (Mimus triurus) et le moqueur plombé (Mimus saturninus).
Nombreux aussi les représentants de la famille des Emberizidés : le tangara fourchu (Thraupis bonariensis), le Saltator aurantiirostris (en), la cataménie maculée (Catamenia analis), la sicale bouton-d'or (Sicalis flaveola), l'embernagre à cinq couleurs (Embernagra platensis), le sicale des savanes (Sicalis luteola), le chipiu sanglé (Poospiza torquata), le chipiu cannelle (Poospiza ornata), le diuca gris (Diuca diuca), le phrygile à tête grise (Phrygilus gayi), le phrygile petit-deuil (Phrygilus fruticeti), le phrygile charbonnier (Phrygilus carbonarius), le bruant chingolo (Zonotrichia capensis), le vacher luisant (Molothrus bonariensis), le vacher à ailes baies (Molothrus badius), le carouge galonné (Agelaius thilius), la sturnelle à sourcils blancs (Sturnella superciliaris) et la sturnelle australe (Sturnella loyca).

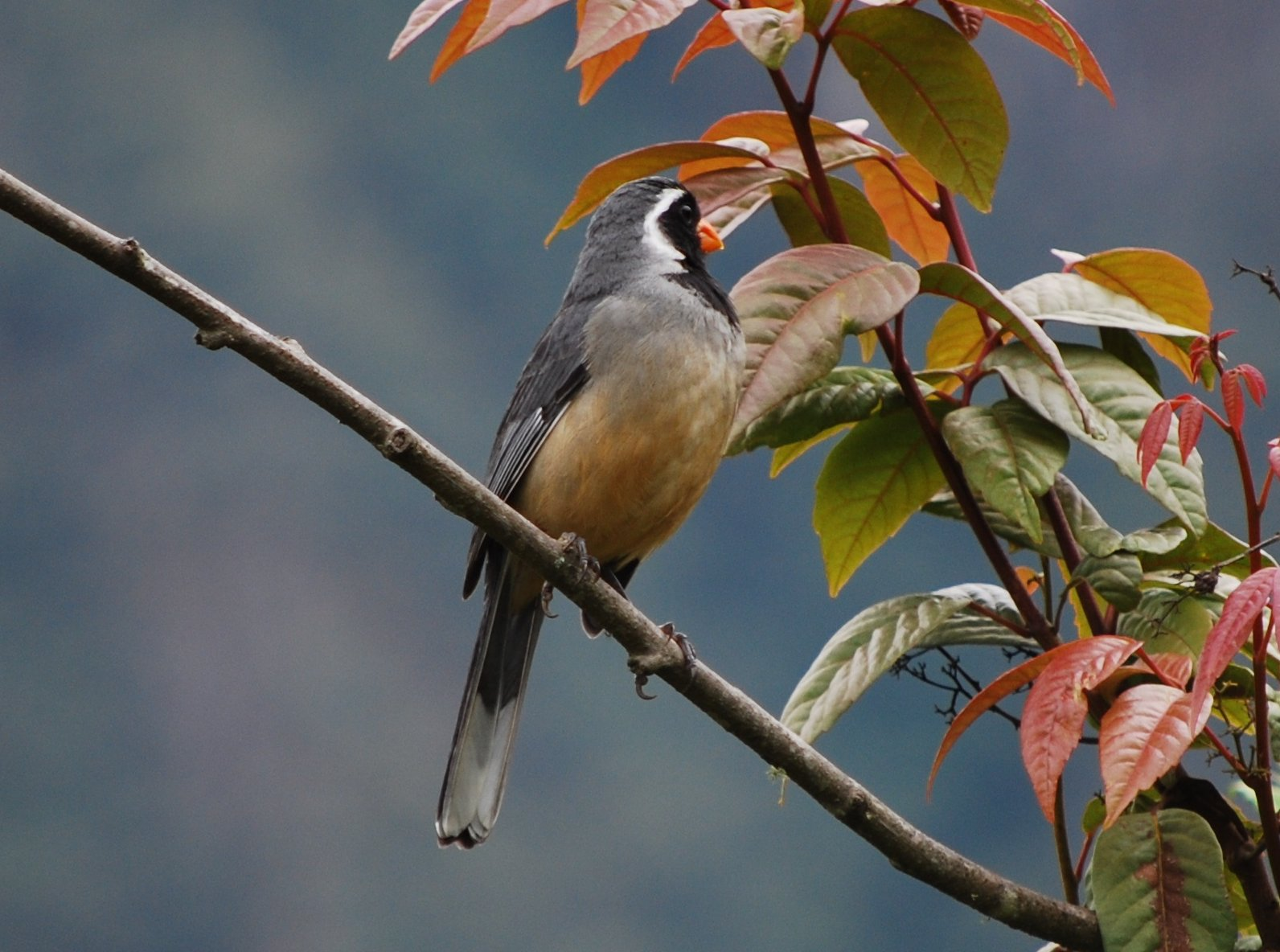
Le tangara fourchu (Thraupis bonariensis)
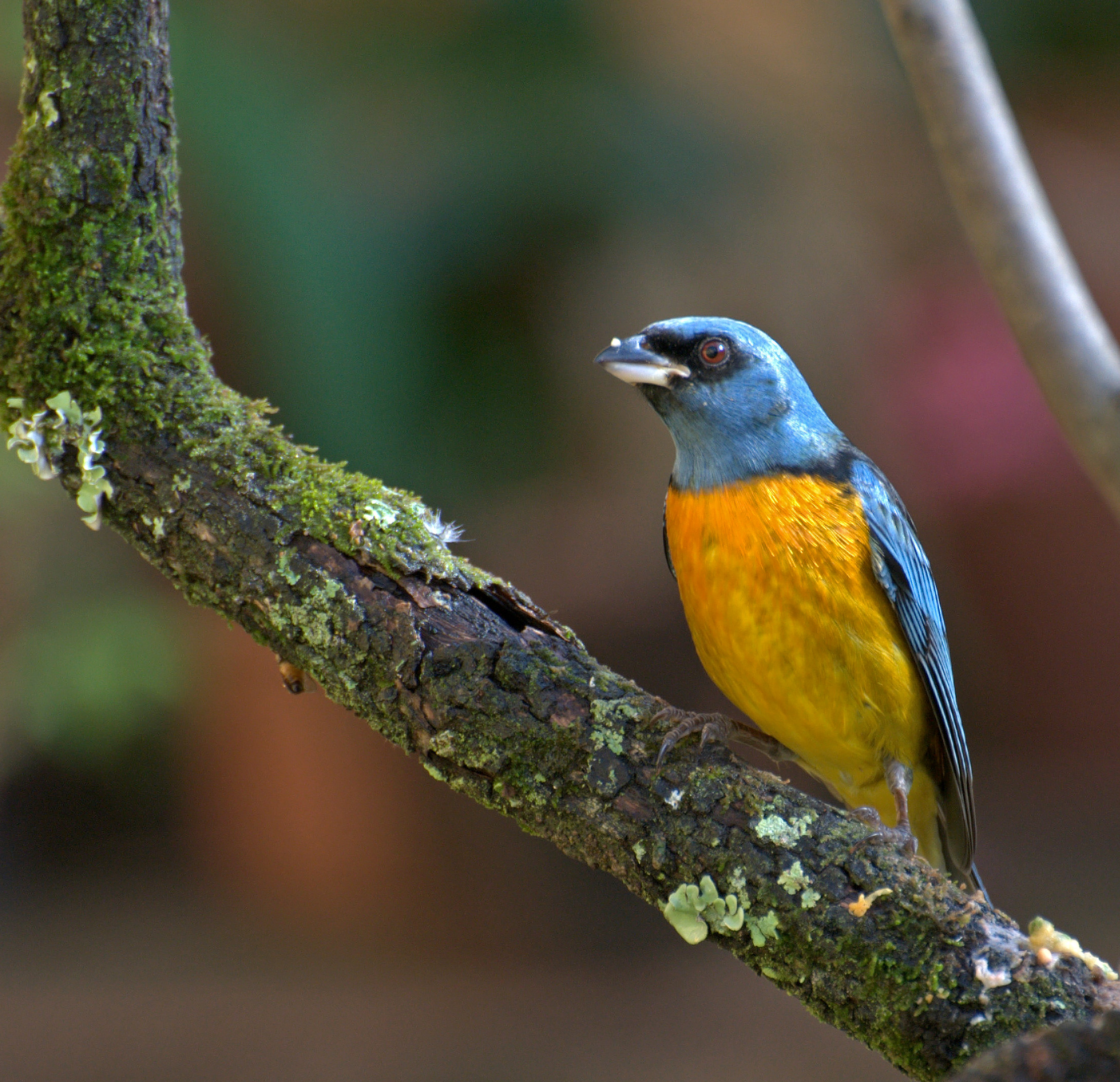
Saltator aurantiirostris (en)
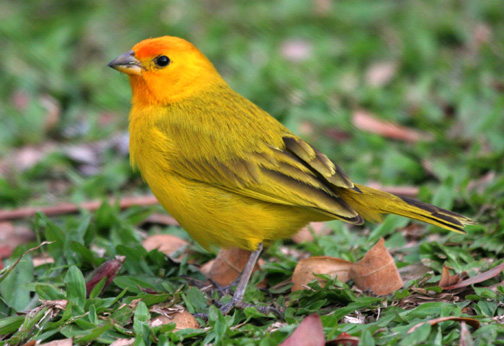
La sicale bouton-d'or (Sicalis flaveola)

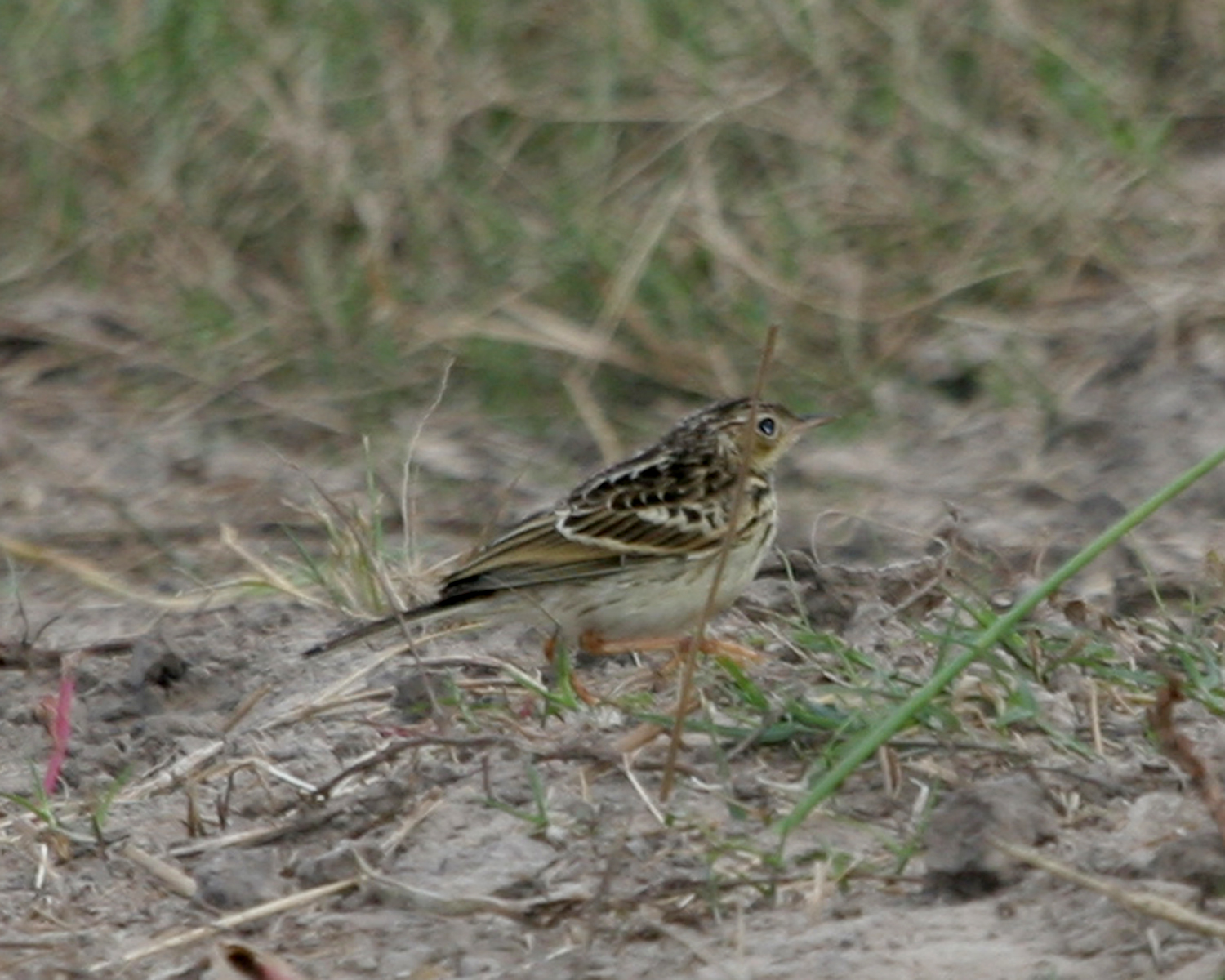
Anthus correndera ou Pipit correndera

Toujours parmi les oiseaux qui fréquentent la zone, on doit noter la présence du pipit correndera (en) (Anthus correndera), du pipit à plastron (en) (Anthus furcatus), du chardonneret de Magellan (Carduelis magellanica) et du moineau domestique (Passer domesticus).